# Elon Musk
Elon Reeve Musk (Pretoria, 28 de junio de 1971) es un empresario, inversor, activista político de derecha radical y magnate. Es el fundador, consejero delegado e «ingeniero» en jefe de la empresa SpaceX; inversor ángel, director general y arquitecto de productos de Tesla, Inc.; fundador de The Boring Company; y cofundador de Neuralink y OpenAI. Además, es el director de tecnología de X Corp. Entre enero y mayo de 2025, ejerció como administrador de facto del Departamento de Eficiencia Gubernamental de la Casa Blanca bajo la segunda presidencia de Donald Trump.
Con un patrimonio neto estimado en unos cuatrocientos mil millones de dólares en diciembre de 2024, es la persona más rica del mundo según el índice de multimillonarios en tiempo real de Forbes.
Musk nació y se crio en una rica familia de Pretoria (Sudáfrica). Su madre es canadiense y su padre un sudafricano blanco. Estudió brevemente en la Universidad de Pretoria antes de trasladarse a Canadá a los 17 años. Se matriculó en la Universidad de Queen y se trasladó a la Universidad de Pensilvania dos años después, donde se graduó en Economía y Física. En 1995 se trasladó a California para asistir a la Universidad Stanford, pero en su lugar decidió seguir una carrera empresarial, cofundando la empresa de software web Zip2 con su hermano Kimbal. Zip2 fue adquirida por Compaq por 307 millones de dólares en 1999. Ese mismo año, Musk cofundó el banco en línea X.com, que se fusionó con Confinity en 2000 para formar PayPal. La empresa fue comprada por eBay en 2002 por mil quinientos millones de dólares.
En 2002, Musk fundó SpaceX, fabricante aeroespacial y empresa de servicios de transporte espacial, de la que es director general e ingeniero jefe. En 2003, se unió al fabricante de vehículos eléctricos Tesla Motors, Inc. (ahora Tesla, Inc.) como presidente y arquitecto de productos, convirtiéndose en su consejero delegado en 2008. En 2006, ayudó a crear SolarCity, una empresa de servicios de energía solar que posteriormente fue adquirida por Tesla y se convirtió en Tesla Energy. En 2015, cofundó OpenAI, una empresa de investigación sin ánimo de lucro que promueve la inteligencia artificial amigable. En 2016, cofundó Neuralink, una empresa de neuro tecnología centrada en el desarrollo de interfaces cerebro-ordenador, y fundó The Boring Company, una empresa de construcción de túneles. También acordó la compra de la importante red social estadounidense Twitter en 2022 por 44 000 millones de dólares. Musk también ha propuesto el hyperloop. En noviembre de 2021, el director general de Tesla fue la primera persona de la historia en acumular una fortuna de trescientos mil millones de dólares.
Ha sido criticado por hacer declaraciones poco científicas y controvertidas. En 2018, fue demandado por la Comisión de Bolsa y Valores de Estados Unidos (SEC) por tuitear falsamente que había conseguido financiación para una adquisición privada de Tesla. Llegó a un acuerdo con la SEC, pero no admitió su culpabilidad, renunciando temporalmente a su presidencia y aceptando limitaciones en su uso de Twitter. En 2019, ganó un juicio por difamación presentado contra él por un espeleólogo británico que asesoró en el rescate de la cueva Tham Luang. Musk también ha sido criticado por difundir información errónea sobre la pandemia de COVID-19 y teorías de conspiración; y por sus controvertidas opiniones sobre asuntos como la inteligencia artificial, las criptomonedas y el transporte público.

## Biografía
Sus padres, Errol Musk y Maye Haldeman, se conocieron en la escuela secundaria. Él era un ingeniero y promotor inmobiliario sudafricano que en su día fue copropietario de una mina de esmeraldas en Zambia, cerca del lago Tanganica y concejal de Pretoria que se opuso a las políticas del apartheid y al Partido Nacional en Sudáfrica. Su madre es nutricionista y modelo; oriunda de Canadá, se mudó a Pretoria en 1950. Se casaron en 1970 y en tres años tuvieron tres hijos: Elon (28 de junio de 1971), Kimbal (20 de septiembre de 1972) y Tosca Musk (20 de julio de 1974). La familia era muy rica en la juventud de Elon; su padre dijo una vez: «Teníamos tanto dinero que a veces ni siquiera podíamos cerrar nuestra caja fuerte».
Elon Musk creció en una casa grande con sus hermanos y varios primos. Su madre trabajó en casa como asesora nutricionista. En los fines de semana también trabajaba como modelo, por lo que sus hijos apenas veían a sus padres y tenían mucha libertad para perseguir sus intereses.

I was raised by books. Books, and then my parents.
Fui educado por libros. Libros, y después mis padres.
Elon Musk

A los nueve años comenzó a programar un Commodore VIC-20 que tenía 8 kilobytes de memoria RAM. A los diez años aprendió a programar. A los doce años diseñó su primer programa, un videojuego del espacio llamado Blastar, y se lo vendió por el equivalente a quinientos dólares a la revista sudafricana PC and Office Technology. En 1984 publicaron las 167 líneas de código fuente y reseñaron «En este juego tienes que destruir un carguero extraterrestre que lleva bombas mortales de hidrógeno y Status Beam Machines. El programa hace un buen uso de los sprites y las animaciones, y en este sentido su lectura merece la pena».
El dinero que ganaba programando lo gastaba en cómics, ordenadores y juegos de rol como Dungeons & Dragons.
En 1979, para escapar de los maltratos de su marido, que solía golpearla, su madre Maye se divorció y se mudó a Durban. Errol reclamó en los tribunales los términos del divorcio. En 1981 Elon decidió ir a vivir a Johannesburgo con su padre. Kimbal se unió a ellos cuatro años después.
En la escuela no tenía amigos y era maltratado por sus compañeros. Tras tomar clases de karate, judo, lucha y a los dieciséis años crecer hasta los 180 cm empezó a defenderse. Consciente de que sería más fácil emigrar a Estados Unidos desde Canadá, solicitó un pasaporte canadiense a través de su madre, nacida en Regina, Saskatchewan, de padres estadounidenses. Mientras esperaba la documentación, asistió a la Universidad de Pretoria durante cinco meses; esto le permitió evitar el servicio militar obligatorio en Sudáfrica.
Como muchos de sus parientes vivían en el Oeste canadiense, en 1989 Elon, Kimbal y Tosca Musk, junto a Maye Haldeman, se mudaron a Kingston, Ontario. Cuando llegó, todos los ahorros de Maye estaban bloqueados, por lo que tuvo que trabajar en varios empleos.[cita requerida] Alquiló un pequeño apartamento en Toronto donde estuvieron tres semanas retirando grapas del suelo y papel pintado de las paredes. En el proceso, Maye se cortó una mano y puso en riesgo sus trabajos como modelo. Con el primer dinero que ganó, Maye compró una alfombra gruesa para que pudieran dormir en el suelo del apartamento, y un ordenador para Elon. Luego trabajó como investigadora en la Universidad de Toronto y, simultáneamente, impartía clases de nutrición y modelaje dos noches por semana y además trabajaba como asesora nutricionista y estudiaba para su segundo máster dietético. Sus tres hijos tuvieron que conseguir becas, pedir préstamos y trabajar para estudiar en la universidad. Muchas veces no podían comer carne roja ni una vez a la semana.
En 1992 Elon obtuvo una beca para estudiar Economía y Física en la Universidad de Pensilvania. Recibió sus títulos de economía y física del Wharton School en la Universidad de Pensilvania. Después se matriculó en Stanford para hacer el doctorado, pero a los dos días lo abandonó para iniciar su propia empresa. En 1995 tuvo la intención de trabajar para Netscape y fue a sus oficinas, pero no se atrevió a hablar con nadie por timidez.
Uno de sus profesores en la Universidad de Pensilvania era director ejecutivo de una empresa en Los Gatos, Silicon Valley, dedicada a investigar ultra condensadores electrolíticos destinados a vehículos eléctricos. Elon trabajó un verano en la empresa Pinnacle Research. Esos ultracondensadores tenían una densidad energética muy alta, pero sus componentes químicos eran carísimos y se vendían por miligramos porque había muy pocas minas que los extrajeran y no eran escalables para su producción en masa.
Tras obtener sus licenciaturas, e inspirado por innovadores como Nikola Tesla, decidió entrar en tres áreas en las que consideraba había «problemas importantes», como luego indicaría él mismo: «Una de ellas era internet, otra la energía renovable y la otra era el espacio».

## Trayectoria empresarial

### Zip2
Kimbal acompañó a Elon en un viaje en coche atravesando todo Estados Unidos en un mes, desde Silicon Valley a Filadelfia, donde Elon tenía que completar sus estudios en Penn. Durante el viaje hablaron mucho de emprender un negocio. En 1995, Musk se inscribió en el programa de doctorado en Física Aplicada y Ciencia de Materiales en la Universidad de Stanford, pero a los dos días abandonó las clases para poder fundar Zip2, junto con su hermano Kimbal Musk y su amigo Greg Curry. Elon Musk era el director ejecutivo de Zip2. Zip2 gestionaba el desarrollo, alojamiento y mantenimiento de sitios web específicos para empresas de medios de comunicación. Esto les permitía establecer una presencia en la web a través de la edición automática añadiendo mapas e indicaciones de ruta para ir de puerta a puerta a las direcciones (un negocio que anticipaba lo que sería Google Maps combinado con Yelp. Para ello consiguieron el uso gratuito de la cartografía de Navteq, que había costado trescientos millones de dólares. Aplicaron el lenguaje Java para enviar los mapas e indicaciones como imágenes vectoriales en lugar de mapas de bits, que eran muy lentos de transmitir en la incipiente red de internet. Elon se dedicó a la programación y la ingeniería, mientras que Kimbal hacía las ventas y buscaba capital.
Elon era inmigrante con una visa temporal y Kimbal era un inmigrante ilegal en Estados Unidos. Por la falta de recursos económicos Kimbal y Elon estuvieron un tiempo viviendo en la oficina de 4 × 9 m de Zip2 y usaban las instalaciones de YMCA para ducharse. Solían comer muy barato en Jack in the Box. Cuando lo pudieron pagar se mudaron a un apartamento y Kimbal cocinaba para toda la plantilla de Zip2. Su hermana Tosca se mudó de Toronto a San Francisco y trabajó con ellos en Zip2.
En febrero de 1999 gestionaba casi doscientos sitios web, incluyendo el sitio New York Today, que era un directorio local del The New York Times. Zip2 también gestionaba parte de las cadenas de Hearst Corporation, Times Mirror, Knight-Ridder y Pulitzer Publishing. Zip2 fue vendida a Compaq Computer en 1999 por trescientos siete millones de dólares, de los que Elon recibió veintidós millones de dólares.

### X.com y PayPal

Logo de PayPal

En marzo de 1999 Elon Musk, Ho, Harris Fricker y Cristopher Payne fundaron X.com como una startup financiera. Inicialmente Musk invirtió doce millones de dólares. A los cinco meses de su fundación Harris Fricker amenazó diciendo que si no era director ejecutivo se marcharía con el resto a crear otra compañía. Elon Musk le dijo que debería hacerlo. Fricker, Ho y otros ingenieros claves abandonaron X.com. Fricker tuvo una carrera exitosa como director ejecutivo de GMP Capital. Payne fundó una firma de capital privado en Toronto.
X.com fue uno de los primeros bancos de internet. Tuvo que luchar contra numerosas regulaciones bancarias. Sus depósitos estaban asegurados por la FDIC.
Confinity Inc. fue una compañía de software de Silicon Valley fundada en diciembre de 1998 por Max Levchin, Peter Thiel y Luke Nosek como empresa criptográfica que procesaba pagos electrónicos. A finales de 1999 Confinity lanzó su producto estrella, PayPal, que a través del puerto de infrarrojos permitía mandar dinero entre usuarios de PDA como la Palm Pilot.
En marzo de 2000 X.com y Confinity decidieron que tenía más sentido unir fuerzas que derrochar dinero en publicidad para atraer a los mismos clientes. Combinando el producto PayPal con los sofisticados servicios de X.com se fusionaron en una nueva entidad llamada X.com de la que Elon Musk fue nombrado director ejecutivo por ser el mayor accionista de la compañía fusionada resultante. En unas semanas X.com levantó cien millones de dólares de inversión de Deutsche Bank y Goldman Sachs. En aquel tiempo X.com tenía más de un millón de clientes.
Las dos compañías trataron de juntar sus culturas con poco éxito. Hubo peleas sobre el diseño de la infraestructura tecnológica de la empresa. El equipo de Confinity, liderado por Levchin, quería usar software de código abierto Linux, mientras que Musk quería usar el software de centro de datos de Microsoft.
X.com se enfrentó en duras batallas a la infraestructura tecnológica, el fraude en línea y las estrategias de marca. En septiembre de 2000 las tensiones dentro del equipo directivo aumentaron.
En enero de 2000 Elon Musk se había casado con Justine Wilson. El trabajo no les había permitido ir de luna de miel. Nueve meses después planearon juntar negocio y ocio para hacer un viaje para buscar capital inversor y terminarlo en luna de miel en los Juegos Olímpicos de Sídney. A las 22:30 h, cuando Musk estaba volando, se celebró una junta extraordinaria de X.com en la que se destituyó a Elon Musk como director ejecutivo y se nombró a Peter Thiel. Elon Musk canceló su luna de miel, tomó el primer avión de vuelta a California y pidió al consejo que reconsiderase su decisión.
Musk terminó aceptando la reorganización y aunque su influencia en la compañía decreció, Musk quedó como asesor consultivo y siguió invirtiendo aumentando su posición como mayor accionista.
En junio de 2001 X.com cambió el nombre por el de su producto PayPal para denominarse PayPal Inc.
En 2002 PayPal empezó a cotizar en bolsa. Por entonces la compañía facturaba doscientos cuarenta millones de dólares al año con PayPal. Cuando eBay mostró interés en comprar PayPal la mayoría querían vender cuanto antes. Musk y Mortiz pidieron al consejo que rechazara las primeras ofertas. En julio de 2002 eBay subió la oferta hasta mil quinientos millones y el consejo y Musk aceptaron la venta.
En octubre de 2002, eBay adquirió PayPal por mil quinientos millones de dólares en acciones. Antes de la venta, Musk era el accionista mayoritario, con el 11,7 % de las acciones de PayPal.
Con la venta Elon Musk ganó ciento ochenta millones de dólares después de impuestos. Dedicó cien millones de dólares a fundar SpaceX, setenta millones de dólares a Tesla, Inc. y diez millones de dólares a SolarCity. Varios miembros del equipo de PayPal fundaron sus propias compañías, como YouTube (Chad Hurley, Steve Chen y Jawed Karim), LinkedIn (Reid Hoffman), Yelp (Russel Simmons, Jeremy Stoppelman), Palantir Technologies, y Jammer.
Otros, como Peter Thiel, Reid Hoffman y Botha, se convirtieron en grandes inversores en la industria tecnológica. En 2015 eBay se separó de PayPal para hacerla una compañía independiente.

### SpaceX

Logo de SpaceX

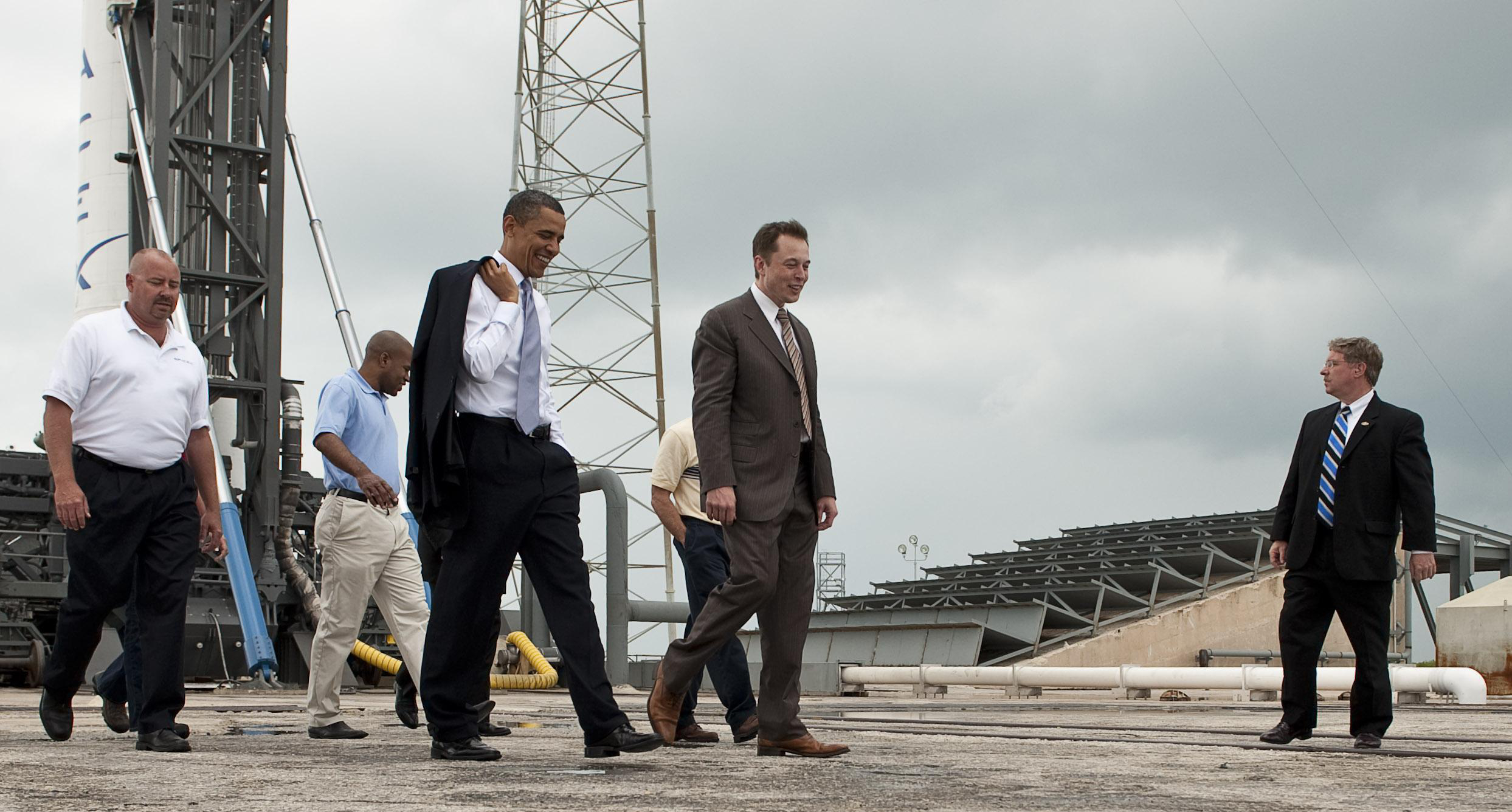
Musk, junto al presidente de los Estados Unidos Barack Obama en el lugar de lanzamiento del Falcon 9 en 2010.

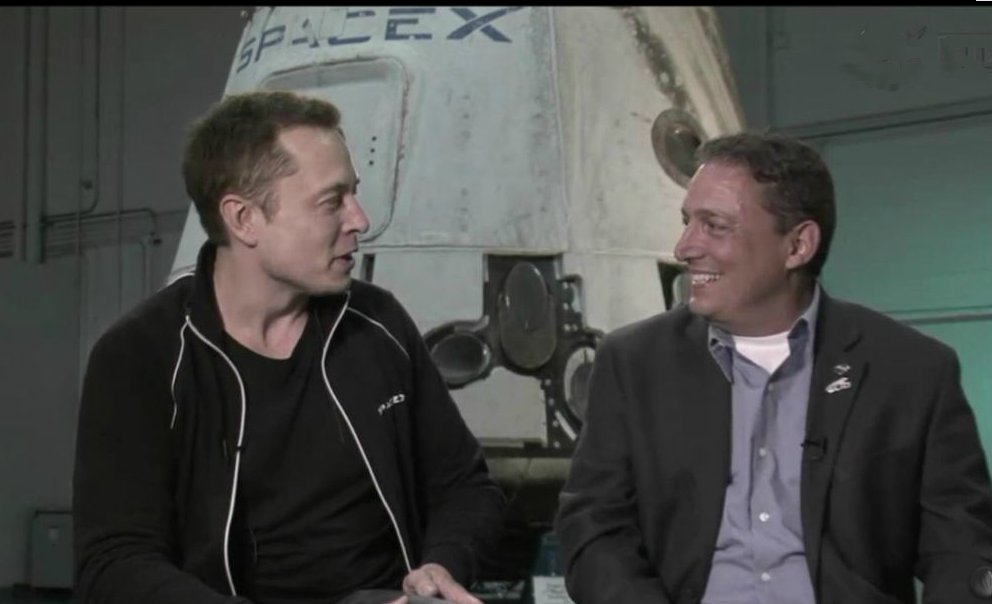
Musk a la izquierda

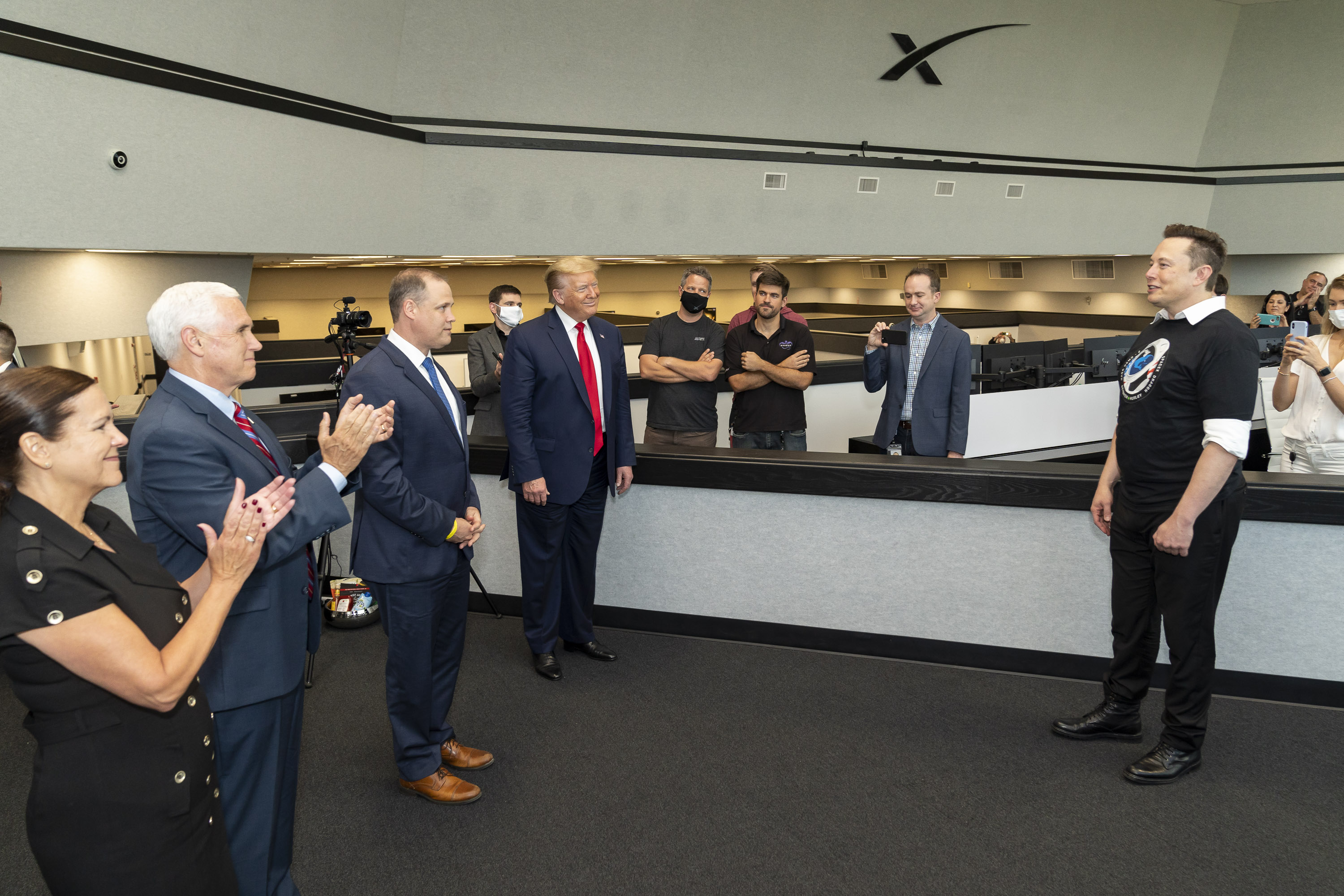
Encuentro entre el presidente de los Estados Unidos Donald Trump y Musk en el lanzamiento de la misión de demostración 2 de SpaceX; (2020)

En 2002, Elon Musk comenzó a investigar la viabilidad de mandar un vehículo a Marte. Cada cohete Delta-2 costaba entre cincuenta y sesenta millones de dólares por misión y se necesitaban al menos dos misiones. Realizó tres viajes a Rusia e intentó comprar sin éxito cohetes intercontinentales ICBM sin las cabezas nucleares. En el avión de vuelta con sus socios Mike Griffin y Jim Cantrell, Elon les mostró una hoja de cálculo en la que había trabajado durante meses. Era el primer prototipo de SpaceX donde detallaba todas las partes del negocio. En el diseño usaría cohetes reutilizables. Tendría una estrategia de integración vertical. En las necesidades de los clientes había un nicho emergente para lanzar satélites pequeños. Analizaba criterios de costes y beneficios. El modelo de negocio sería el de una empresa aeroespacial privada. También había estudiado la física detrás de la estructura del cohete y el lanzamiento.
En junio de 2002, Musk fundó su tercera compañía, Space Exploration Technologies (SpaceX),
de la cual es actualmente el director ejecutivo y director de tecnología. SpaceX se dedica a desarrollar y producir lanzaderas espaciales, con un énfasis en reducción de costes y una alta fiabilidad. Los primeros dos cohetes de transporte desarrollados por SpaceX son el Falcon 1 y el Falcon 9, y su primera cápsula es la Dragon.
El 23 de diciembre de 2008 SpaceX firmó un contrato de mil seiscientos millones de dólares con la NASA por doce vuelos de su cohete Falcon 9 y la nave Dragon a la Estación Espacial Internacional, reemplazando al Transbordador Espacial después de su retiro en el 2011. Inicialmente, el Falcon 9 y Dragon reemplazarán la función de transporte de carga del transbordador, mientras que la función de transporte del personal será realizada por el Soyuz. Sin embargo, SpaceX ha diseñado el Falcon 9/Dragon para transporte de astronautas, y la Comisión Augustine ha recomendado que el transporte de astronautas sea manejado por empresas comerciales como SpaceX.
Musk ve la exploración espacial como un paso importante en la expansión —incluso la preservación— de la conciencia humana. Musk ha dicho que la vida en múltiples planetas nos puede servir como una defensa en contra de amenazas a la supervivencia de la especie humana.

Un asteroide o un supervolcán podría destruirnos, y nos enfrentamos a riesgos que los dinosaurios jamás vieron: un virus manufacturado, la creación involuntaria de un mini agujero negro, cambios climáticos catastróficos o alguna tecnología que aún no conocemos podría ser el fin de lo que conocemos. La humanidad ha evolucionado por millones de años, pero en los últimos sesenta años nuestro armamento nuclear ha traído consigo la posibilidad de extinguirnos a nosotros mismos. Tarde o temprano, debemos expandir nuestras vidas más allá de esta bola verde y azul o nos extinguiremos.

El objetivo de Musk es el de reducir el costo de los viajes tripulados al espacio por un factor de 100. Fundó SpaceX con cien millones de dólares de su fortuna acumulada anteriormente y continúa siendo el director ejecutivo (CEO) y de tecnología (CTO) de su empresa ubicada en Hawthorne, California.
En siete años, SpaceX diseñó la familia de cohetes Falcon y las naves espaciales multiuso Dragon desde cero. En septiembre de 2009, El Falcon 1 se convirtió en el primer vehículo de combustible líquido de financiamiento privado en poner un satélite en la órbita terrestre. La NASA seleccionó a SpaceX para formar parte del primer programa que entregaría a empresas privadas la responsabilidad de llevar carga a la Estación Espacial Internacional. Este contrato, que tiene un valor mínimo de mil seiscientos millones de dólares y un valor máximo de tres mil cien millones, se ha convertido en un elemento fundamental de la estación espacial. Además de estos servicios, los objetivos de SpaceX incluyen reducir los costos de los vuelos orbitales y aumentar su fiabilidad, ambos por factor de diez, al mismo tiempo que crea el primer vehículo de lanzamiento orbital reutilizable. En los próximos años, Musk se enfocará en llevar a los astronautas a la Estación Espacial Internacional, e incluso a Marte.

#### Starlink

Logo de Starlink

Starlink es un proyecto de la empresa SpaceX para la creación de una constelación de satélites de internet con el objetivo de brindar un servicio de internet de banda ancha, baja latencia y cobertura mundial a bajo costo. En 2017 se completaron los requisitos regulatorios para lanzar 11 943 satélites para mediados de la década de 2020. SpaceX también planea vender satélites para uso militar, científico y de exploración. En noviembre de 2018, la empresa recibió la autorización del ente gubernamental estadounidense (FCC) para desplegar 7518 satélites de banda ancha, que se sumarían a los 4425 aprobados en marzo del mismo año. El desarrollo comenzó en 2015, y los primeros prototipos de satélite fueron lanzados el 22 de febrero de 2018. El lanzamiento de los primeros sesenta satélites se llevó a cabo el 23 de mayo de 2019, y se espera que el inicio de operaciones comerciales de la constelación empiece en el año 2020. La investigación y desarrollo del proyecto tiene lugar en las instalaciones de SpaceX ubicadas en Redmond, Washington. El tráfico de Internet a través de un satélite geoestacionario tiene una latencia teórica mínima de al menos 477 ms desde el usuario al satélite pero, en la práctica, esta latencia es de 600 ms o más. Los satélites de StarLink orbitarían entre 1/30 y 1/105 de la distancia de las órbitas geoestacionarias y, por lo tanto, ofrecerían latencias de entre 7 y 30 ms, comparables o inferiores a las redes de cable o fibra existentes. En mayo de 2018, SpaceX calculó que el costo total del desarrollo y la construcción de la constelación se acercará a los diez mil millones de dólares.

### Tesla

Logo de Tesla

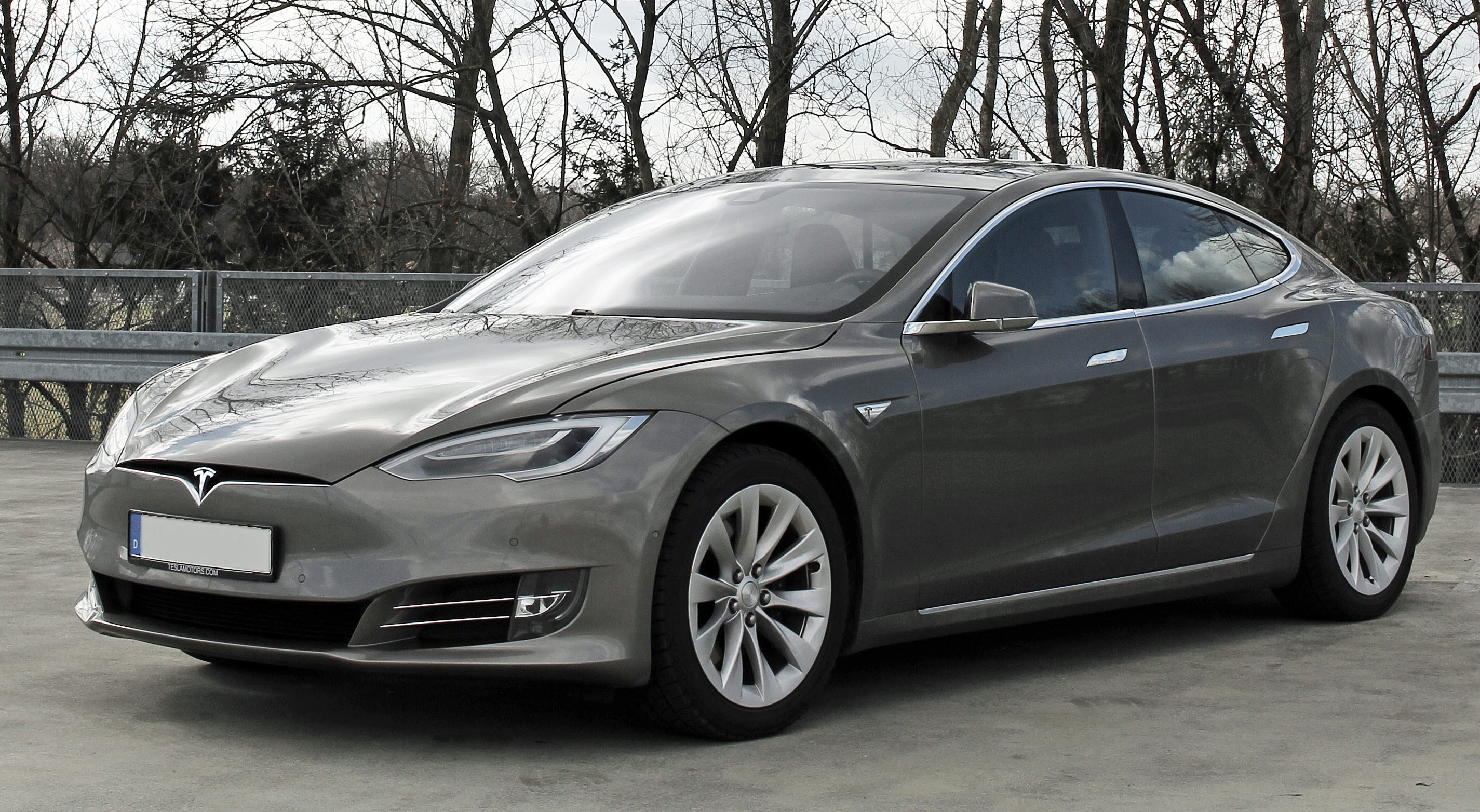
Tesla Model S

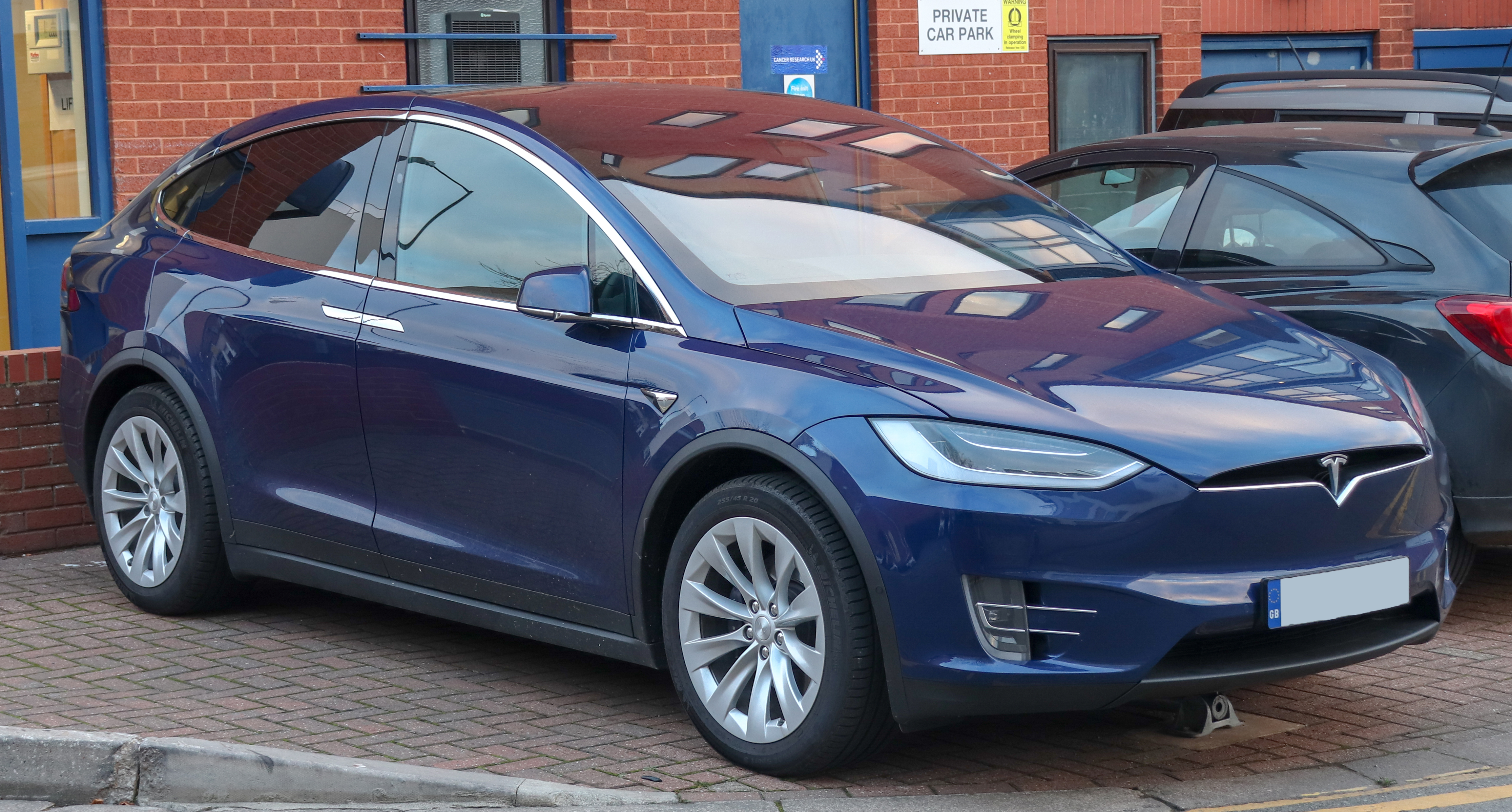
Tesla Model X

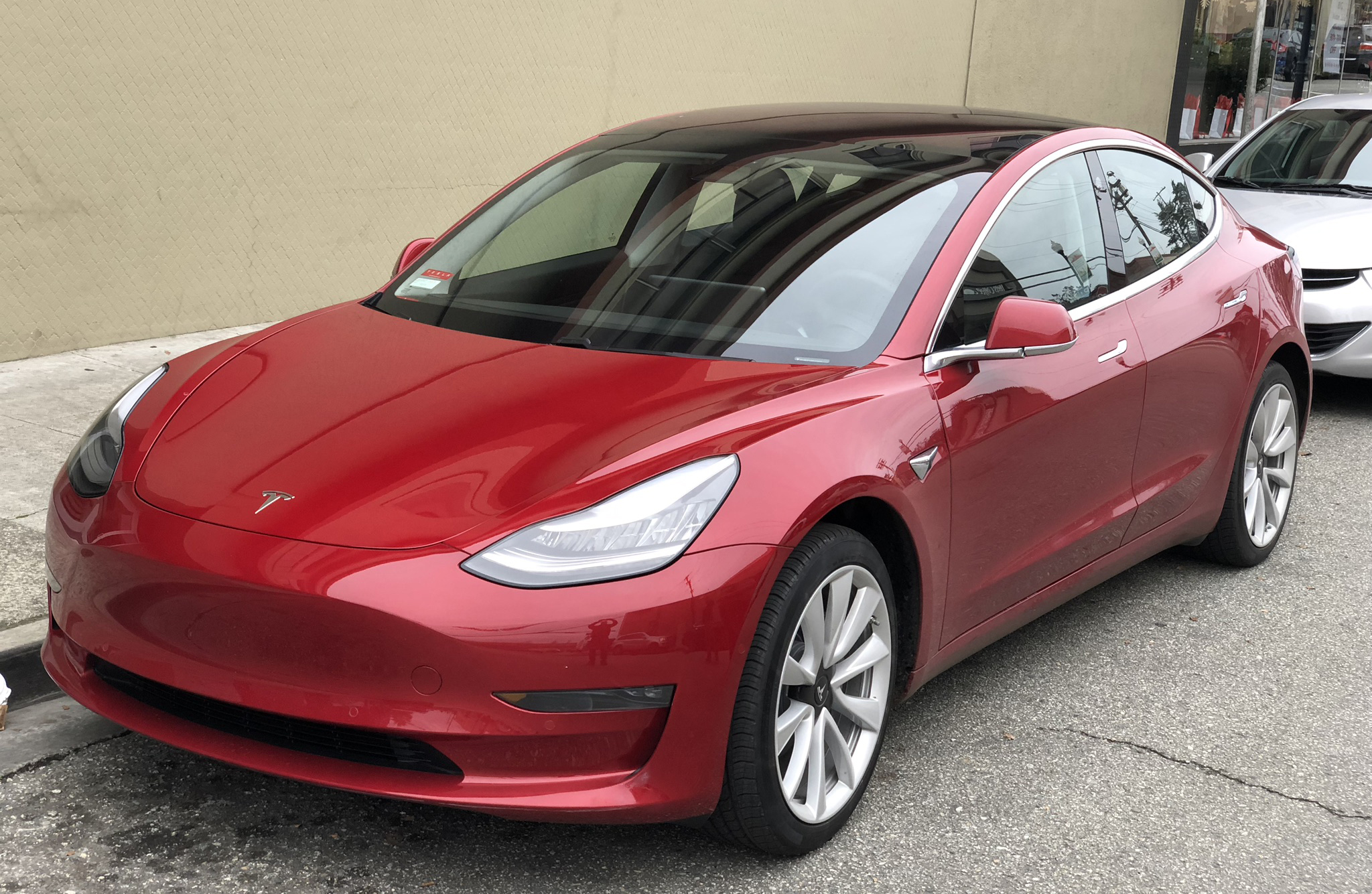
Tesla Model 3

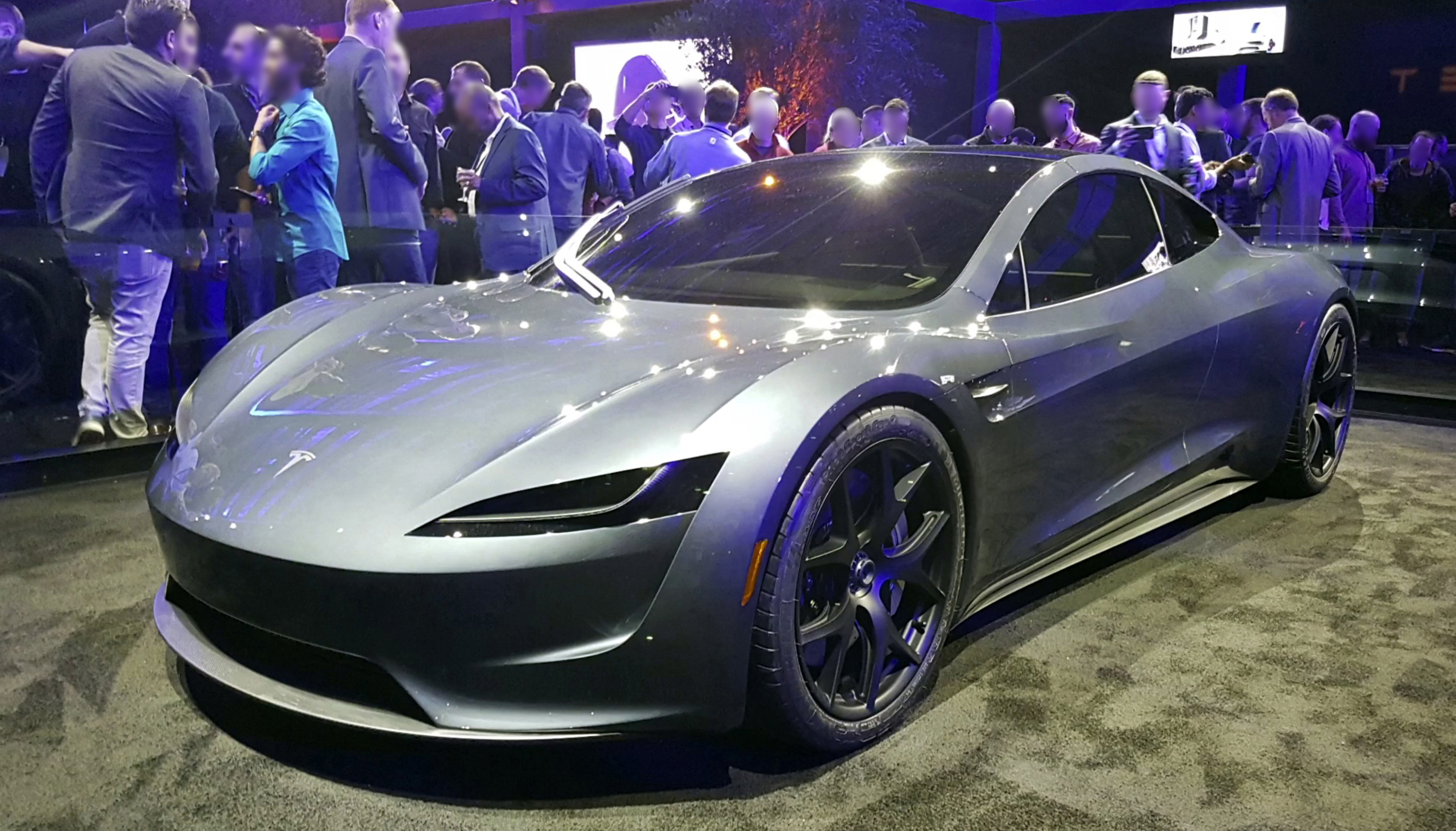
Tesla Roadster (2020)

En 2003 JB Straubel y Elon Musk visitaron la empresa AC Propulsion, que tenía un prototipo de coche deportivo eléctrico basado en un kit de un coche de gasolina al que habían adaptado un motor eléctrico y unas baterías de iones de litio. El prototipo aceleraba de 0 a 100 km/h en menos de cuatro segundos y tenía una autonomía de trescientos kilómetros. Durante meses Elon Musk trató de convencerlos de que comercializaran el vehículo, pero ellos no estaban interesados en hacerlo. Los miembros de AC Propulsion lo pusieron en contacto con Martin Eberhard, Marc Tarpenning y fundaron Tesla Motors con la intención de fabricar un coche eléctrico deportivo.
En abril de 2004 Elon Musk decidió invertir 6.3 millones de dólares en Tesla Motors. No era el único inversor, pero contribuyó con el 98 % de la financiación. Otros inversores fueron Eberhard y pequeñas firmas de capital riesgo. Musk continuó invirtiendo en todas las rondas siguientes. Como resultado de la crisis financiera de 2008 y retiros forzosos en Tesla, Musk aceptó tomar el puesto de director ejecutivo en 2008.
Elon diseñó los logotipos y letras de Tesla y SpaceX.
En 2006 anunció su plan maestro para Tesla:

Build sports car. Use that money to build an affordable car. Use that money to build an even more affordable car. While doing above, also provide zero-emission electric power generation options.
Fabricar un coche deportivo. Usar ese dinero para fabricar un coche asequible. Usar ese dinero para fabricar otro coche más asequible. Y mientras estés haciendo todo lo anterior suministra generación de electricidad con emisiones cero.

Infravaloraron el capital necesario para crear una empresa fabricante de coches. Tenían previsto gastar veinticinco millones de dólares antes de la primera entrega y terminaron gastando ciento cuarenta millones de dólares. Compraban carrocerías de Lotus Elise a las que instalaban baterías, motor eléctrico y controladores aumentando el peso más del 60 % por lo que invalidaban las pruebas de choque originales. Al final el Tesla Roadster tenía solo un 7 % de piezas comunes con el Lotus Elise.
El ensamblado de los componentes se hacía en unas instalaciones que les alquiló un concesionario de Ford.
Elon afirmó repetidamente que Martin Eberhard es la peor persona con la que ha trabajado. Las dificultades financieras estuvieron a punto de llevar a Tesla a la bancarrota. Hasta junio de 2012 se habían vendido dos mil cien Tesla Roadster en treinta y un países. El deportivo de dos plazas Tesla Roadster costaba unos cien mil dólares.

The fundamental intention of Tesla, at least my motivation, was to accelerate the advent of sustainable energy. That’s why I open-sourced the patents. It’s the only way to transition to sustainable energy better.
La intención fundamental de Tesla, al menos mi motivación, era acelerar la transición hacia la energía sostenible. Por eso liberé las patentes para hacerlas abiertas. Es la única forma para hacer mejor la transición hacia la energía sostenible.

El nombre Tesla era una marca registrada por un particular en 1995 y Marc Tappening consiguió negociar su compra por 75 000 USD.
En febrero de 2016, tras diez años en el empeño, compraron el dominio tesla.com por diez millones de dólares a Stu Grossman, que no lo usaba para alojar páginas web.
De los primeros tiempos de Tesla Elon recordaba:

I was literally told this is impossible and I’m a huge liar. But I have a car and you can drive it. This is not like a frigging unicorn. It’s real. Go for a drive. It’s amazing. How can you be in denial?
Literalmente me dijeron que esto era imposible y que era un gran mentiroso. Pero tengo un coche y lo puedes conducir. Esto no es un maldito unicornio. Es real. Ve a probarlo. Es asombroso. ¿Cómo puedes negarlo?

Aprendiendo de los errores cometidos con el Roadster diseñaron desde cero un turismo eléctrico de lujo con cinco puertas y prestaciones de un coche deportivo. Tenía actualizaciones de software telemáticas y podía hacer viajes cargando en la red de cargadores rápidos, superchargers, de Tesla.
En octubre de 2010 Tesla compró la vieja fábrica NUMMI, que había fabricado para GM y Toyota, de la que apenas pudieron usar máquinas o herramientas y la mayoría fue a la chatarra.
Los suministradores de componentes del automóvil eran reacios a venderles piezas de calidad y Tesla se vio obligada a fabricarlas mediante integración vertical para no desaparecer.
El 22 de junio de 2012 comenzó la producción del liftback eléctrico Tesla Model S de cinco plazas más dos asientos infantiles. En 2020 estaba a la venta el Tesla Model S P100D Ludicrous con una aceleración de 0 a 100 km/h en 2.3 segundos, lo que le convertía en el coche de serie más rápido del mundo en aceleración.
El Tesla Model X es un SUV eléctrico fabricado por Tesla Motors basado en la plataforma del Model S. Las puertas traseras de gaviota son articuladas y se abren hacia arriba.
Inició sus entregas en el mercado estadounidense en septiembre de 2015.
En julio de 2016 Musk publicó la segunda parte del plan maestro de Tesla:

Create stunning solar roofs with seamlessly integrated battery storage. Expand the electric vehicle product line to address all major segments [including small SUV and pickup truck]. Develop a self-driving capability that is 10X safer than manual via massive fleet learning. Enable your car to make money for you when you aren't using it.
Crear tejados solares con almacenamiento de energía integrado. Expandir la línea de vehículos a todos los segmentos (incluyendo pequeños SUV y camionetas pickup). Desarrollar la capacidad de conducción autónoma que sea 10 veces más segura que la manual vía un masivo aprendizaje de la flota. Capacitar a tu coche para que gane dinero cuando no lo estés usando.

En julio de 2016, Tesla comenzó a desarrollar su hardware y software Autopilot dentro de la empresa, finalizando su colaboración con Mobileye.
En noviembre de 2016, SolarCity fue adquirida por Tesla, Inc.
El Tesla Model 3 es un vehículo eléctrico que se anunció con un precio base de 35 000 dólares. Su producción comenzó a mediados de 2017. En 2018, 2019 y 2020 fue el modelo eléctrico más vendido en el mundo. En 2019 el Tesla Model 3 fue el séptimo turismo más vendido en Estados Unidos con 154 836 unidades.
En enero de 2019 Musk viajó a China para el comienzo de las obras de Gigafactoría Shanghái, que era la primera gran planta de Tesla fuera de Estados Unidos. El tiempo entre el inicio de obras y la producción de los primeros coches fue de menos de un año.
El Tesla model Y es un crossover eléctrico que comparte el 75 % de las piezas con el Tesla Model 3. Sus entregas comenzaron en marzo de 2020.
En 2020 Tesla había vendido un millón de vehículos acumulando sus modelos Roadster, Model S, Model X y Model 3 y se había anunciado la producción inminente del Tesla Semi, el Tesla Roadster 2020 y el Tesla Cybertruck.
Todos los vehículos Tesla fabricados desde 2014 llevan de serie componentes electrónicos para el funcionamiento del Autopilot (asistencia a la conducción) y, desde abril de 2019, todos los vehículos Tesla tienen activadas las funciones básicas del sistema. Las funciones avanzadas de conducción autónoma (Full Self-Driving Capabilities) son opcionales. Las capacidades del Autopilot se actualizan telemáticamente sin llevar los coches al taller. El sistema Autopilot entrena una red neuronal de aprendizaje profundo con datos que recopila de toda la flota de vehículos Tesla equipados con el hardware Autopilot, que en marzo de 2020 ya eran 950 000. Esto convertía a Tesla en la empresa que había recopilado más datos reales para la conducción autónoma en todo tipo de situaciones.
A principios de 2020 Tesla se convirtió en el segundo fabricante de coches en capitalización bursátil tras Toyota.
En enero de 2016 Musk tenía 28.9 millones de acciones de Tesla, que equivalía a un 22 % de la compañía.
En diciembre de 2022, se reportó que Musk vendió veintidós millones de acciones de Tesla por valor de más de tres mil quinientos millones de dólares.
En mayo de 2024, Tesla tomó una decisión sorpresiva al revertir sus planes de expansión de la red de cargadores para vehículos eléctricos, lo que provocó una amplia repercusión en la industria. Esta medida, que contrasta con los planes previos de la empresa de mejorar la infraestructura de carga a nivel global, refleja un cambio significativo en la estrategia bajo la dirección de Elon Musk. Esta reversión podría tener implicaciones importantes para el futuro del mercado de vehículos eléctricos.

### SolarCity
SolarCity es una empresa de productos fotovoltaicos y servicios fundada en 2006, donde su primo, Lyndon Rive, es el consejero delegado y cofundador. Elon Musk es el principal inversor y presidente de la junta directiva de SolarCity. La idea sobre el proyecto surgió cuando Musk participó del festival Burning Man de 2004.
Elon Musk no dirige las operaciones diarias de la empresa. En 2011 SolarCity era la mayor empresa proveedora de sistemas de energía solar en Estados Unidos. Su objetivo es extender la energía solar y hacerla lo más asequible posible. La motivación subyacente para la fundación de SolarCity y Tesla Motors es la de combatir el calentamiento global. En 2016 SolarCity se fusionó con Tesla, Inc.

### Halcyon Molecular
Él es miembro de la junta directiva, junto con sus compañeros fundadores de PayPal Luke Nosek y Peter Thiel. Halcyon Molecular fue fundada con el objetivo de investigar medicamentos, extender la longevidad.

### Tesla Energy
El 30 de abril de 2015 Tesla presentó dos sistemas de almacenamiento de energía: Powerwall y Powerpack. El Tesla Powerwall es un paquete de baterías de iones de litio usado como respaldo en la red eléctrica de un domicilio y que puede almacenar energía eléctrica proveniente de la generación de energía renovable, como instalaciones solares o eólicas, o almacenar electricidad en horario nocturno cuando la electricidad es más barata. Puede instalarse en exteriores o interiores y no precisa un cuarto cerrado.
También permite realizar una instalación eléctrica en lugares remotos sin acceso a la red.

### Neuralink

Logo de Neuralink

Neuralink es una empresa de nanobiotecnología fundada por Musk que tiene como objetivo integrar el cerebro humano con la inteligencia artificial. La compañía fue fundada en 2016 y se dio a conocer al gran público por primera vez en marzo de 2017. La empresa se centra en la creación de dispositivos que se pueden implantar en el cerebro humano, con el propósito final de ayudar a los seres humanos a fusionarse con el software y mantener el ritmo de los avances en inteligencia artificial. Estas mejoras podrían mejorar la memoria o permitir una interacción más directa con los dispositivos informáticos.

### The Boring Company

Logotipo de The Boring Company

The Boring Company (La Compañía Tuneladora) es una compañía de excavación e infraestructuras fundada por Elon Musk a finales de 2016, después de mencionar primero la idea en su cuenta de Twitter. Musk afirmó que la dificultad con el tráfico de Los Ángeles y las limitaciones de una red de transporte en 2D fueron la inspiración para el proyecto. En febrero de 2017, la compañía comenzó cavando una zanja de prueba de 9 metros de ancho, 15 metros de largo y 4.5 metros de profundidad en las oficinas de SpaceX en Los Ángeles, debido a que la construcción en ese lugar no requiere de permisos. A principios de 2018 the Boring Company se desgajó de SpaceX formando una compañía separada. El 90 % de las acciones fueron a Elon Musk y el 10 % a los primeros empleados. En diciembre de 2018 se reasignó el 6 % de las acciones a SpaceX.
El objetivo de la compañía es mejorar el método y la velocidad de excavación lo suficiente para establecer una red subterránea de túneles que sea económicamente factible.

Si pensamos en túneles a 10, 20 o 30 capas de profundidad (o más), es obvio que construir en 3D hacia abajo abarcará las necesidades de transporte de cualquier ciudad independientemente del tamaño de la misma.
Elon Musk.

A finales de abril de 2017, la compañía empezó a utilizar una tuneladora para iniciar la construcción de un túnel utilizable en SpaceX, tal como había anunciado Musk en marzo del mismo año. En mayo de 2019 la compañía ganó un proyecto de 48.7 millones de dólares para transportar personas bajo Las Vegas. En septiembre comenzaron los preparativos y la construcción en octubre de 2019. El 15 de noviembre de 2019 comenzaron a tunelar el primer túnel y lo terminaron el 27 de diciembre de 2019. Musk anunció que estaría operativo en 2020.

## Participación en la segunda presidencia de Donald Trump
El Departamento de Eficiencia Gubernamental (DOGE por sus siglas en inglés) es una comisión asesora presidencial de los Estados Unidos. Su tarea es reestructurar el gobierno federal y eliminar regulaciones para reducir los gastos y aumentar la eficiencia del gobierno. A pesar del nombre, DOGE no es un departamento ejecutivo federal, cuya creación requeriría la aprobación del Congreso de los Estados Unidos. Una de las primeras medidas del DOGE fue el cierre de la agencia estatal USAID.

## Método de trabajo
Usa su versión del método científico:
1. Se pregunta una cuestión.
2. Reúne todas las posibles evidencias sobre el asunto.
3. Desarrolla axiomas basados en la evidencia e intenta asignar una probabilidad de verdad a cada una.
4. Llega a una conclusión basada en la evidencia para determinar: ¿Son correctos estos axiomas? ¿Son relevantes? ¿Necesariamente llevan a esta conclusión? ¿Con qué probabilidad?
5. Intenta falsear la conclusión. Busca refutaciones de otros que te ayuden a romper tu conclusión.
6. Si nadie puede invalidar tu conclusión, entonces probablemente tengas razón, pero no la razón absoluta.[27]

### Hidrógeno
Para alimentar un coche eléctrico había dos opciones viables: baterías o una pila de combustible alimentada por hidrógeno.
Mientras otros fabricantes —como Toyota, Honda, Kia— apostaban por el hidrógeno Musk lo hizo por las baterías para los vehículos Tesla.
En el Automotive World News Congress de Detroit en 2015 y respondiendo a una pregunta Musk dijo en dos minutos:

No quiero hacer un debate sobre los vehículos con pila de combustible (FCV). Creo que son extremadamente tontos. Es muy difícil hacer hidrógeno, almacenarlo y usarlo en un coche. El hidrógeno es un mecanismo para almacenar energía. No es una fuente de energía. De modo que tienes que sacar el hidrógeno de alguna parte. Si lo sacas del agua, tienes que romper H2O y la electrólisis es un proceso extremadamente ineficiente. Si tomas un panel fotovoltaico y usas su energía para cargar una batería directamente, en vez de romper agua, tomar el hidrógeno, retirar el oxígeno, comprimir el hidrógeno a una presión extremadamente alta (o licuarlo) y ponerlo en un coche y hacer funcionar una célula de combustible, eso es casi la mitad de eficiente, es terrible. ¿Por qué harías eso? No tiene sentido. El hidrógeno tiene una densidad muy baja. Es una molécula perniciosa que trata de ocupar todo el espacio. Produce fragilidad en el metal. Es un gas invisible. Si tienes una fuga no ves la fuga. Es extremadamente inflamable y arde sin llama. Si tuvieras que escoger un sistema de almacenamiento de energía el hidrógeno es la elección más estúpida. Escoge el metano, que es más fácil, o el propano. La mejor pila de combustible de hidrógeno no gana a las baterías actuales. Entonces, obviamente, no tiene sentido. Se hará evidente en los próximos años. No hay razón para que tengamos este debate. Mi posición sobre esto será súper obvia a medida que pase el tiempo.
Elon Musk

Los coches de pila de combustible de hidrógeno se comenzaron a vender comercialmente en 2013. En 2017 vendieron 6475 unidades en todo el mundo. En 2019 las ventas globales alcanzaron las 7574 unidades de los tres modelos disponibles: Hyundai Nexo, Toyota Mirai y Honda Clarity.
Sin embargo, en 2019 globalmente se vendieron 2.2 millones de vehículos a batería, de los que Tesla vendió 367 820 unidades.

### Conducción autónoma
Un lídar o lidar (acrónimo del inglés LIDAR, Light Detection and Ranging o Laser Imaging Detection and Ranging) es un dispositivo que permite determinar la distancia desde un emisor láser a un objeto o superficie utilizando un haz láser pulsado. La distancia al objeto se determina midiendo el tiempo de retraso entre la emisión del pulso y su detección a través de la señal reflejada. En 2019 un LIDAR para coche se vendía por unos 75 000 USD.
En 2019 en el desarrollo de las técnicas para la conducción autónoma la mayoría de las empresas (Waymo de Alphabet, Ford, Uber, y GM Cruise) usaban LIDAR mientras que Tesla apostó por resolver el problema sin LIDAR y usando un ordenador que procesaba las imágenes de cámaras para reconocer y comprender el mundo.

They're all going to dump LIDAR, that's my prediction, mark my words. LIDAR is a fool's errand. Anyone relying on LIDAR is doomed. Doomed. Expensive sensors that are unnecessary. It’s like having a whole bunch of expensive appendices... you’ll see. (...) Once you solve vision, [LIDAR]'s worthless. it’s worthless. So you have expensive hardware that is worthless on the car.
Todos van a olvidarse del LIDAR, esa es mi predicción, subraya mis palabras. LIDAR no lleva a ninguna parte. Cualquiera que se apoye en LIDAR está perdido. Perdido. Sensores caros que son innecesarios. Es como tener muchos apéndices caros... ya veréis. (...) Una vez que resuelves la visión, (LIDAR) no tiene valor. De manera que tienes un hardware caro sin valor para el coche.
Elon Musk

En 2019 Tesla desarrolló y produjo su propio ordenador FSD para la conducción autónoma que procesaba 2300 fps (fotogramas por segundo) consumiendo solo 72 vatios. Elon Musk dijo los mapas GPS de alta precisión para la conducción autónoma eran una muy mala idea porque llevaban a que el sistema se hiciera extremadamente frágil al depender demasiado de ellos y no ser capaz de adaptarse.
En abril de 2019 Tesla tenía 425 000 vehículos equipados con el hardware para la conducción autónoma. En marzo de 2020 ya eran 950 000 coches que cuando circulaban proporcionaban a Tesla datos de conducción real (no simulada) que alimentaban su red neuronal de aprendizaje profundo para la conducción autónoma.

## Filantropía
Musk es el presidente de la Musk Foundation, que enfoca sus esfuerzos filantrópicos en la educación científica, salud pediátrica y energía limpia.
Es uno de los fiduciarios de la Fundación X Prize, la cual promueve el uso de energía limpia.
Es miembro de la junta directiva de la Space Foundation, La National Academy of Aeronautics and Space Engineering, la Sociedad Planetaria, y la Space Engineering Advisory Board de la Universidad de Stanford.
Musk también es miembro de la junta de fiduciarios del California Institute of Technology (Caltech).
En el 2010, Musk inició un programa multimillonario a través de su fundación para donar sistemas de energía solar para necesidades críticas en zonas de desastres, dando preferencia a las áreas donde SolarCity no opera y no tiene intención de establecer operaciones. La razón por la que eligió estas áreas, fue para dejar claro que este era un emprendimiento estrictamente filantrópico sin ánimo de lucro.
El primero de estos equipos en ser utilizado fue en un centro de respuesta a huracanes en Alabama que no había recibido ayuda estatal o federal. En julio de 2011 la Musk Foundation donó doscientos cincuenta mil dólares para un proyecto de energía fotovoltaica en Sōma, Fukushima, Japón, que había sido devastada por un reciente tsunami.

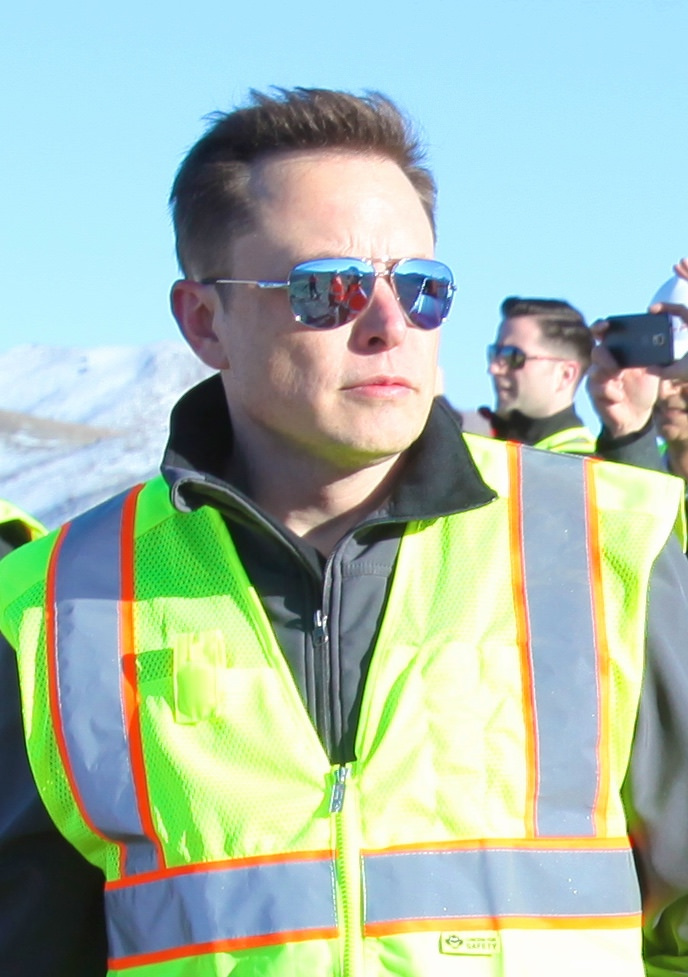
Elon Musk

En el 2001, Musk tenía planes de llevar adelante el proyecto «Oasis en Marte», el cual llevaría un invernadero experimental en miniatura a Marte, que contendría plantas comestibles que crecerían en el regolito marciano. No obstante, decidió posponer indefinidamente el proyecto ya que llegó a la conclusión de que el problema fundamental que impide a la humanidad convertirse en una civilización espacial es la falta de desarrollo en la tecnología de cohetes. Decidió tratar este problema fundando SpaceX para poder crear nuevos cohetes interplanetarios.
Es uno de los firmantes de The Giving Pledge formado por millonarios que adquieren el compromiso moral de donar parte de su fortuna.
En julio de 2014 el dibujante de cómics Matthew Inman y el bisnieto de Nikola Tesla, William Terbo, pidieron a Elon Musk que donara ocho millones de dólares para la construcción del Tesla Science Center at Wardenclyffe. Musk donó un millón de dólares para el proyecto y acordó instalar un Tesla Supercharger en el aparcamiento del museo.
En enero de 2015 Musk donó diez millones de dólares para que el Future of Life Institute hiciera un programa de investigación global para mantener beneficiosa para la humanidad a la inteligencia artificial.
En octubre de 2018, en un esfuerzo para ayudar a resolver la crisis de agua por envenenamiento por plomo en Flint (Míchigan), Musk y la Musk Foundation donaron cuatrocientos ochenta mil dólares para instalar nuevas fuentes con sistemas de filtración para que todas las escuelas de Flint pudieran tener agua potable segura. En octubre de 2019 habían conseguido que treinta mil niños de las doce zonas escolares tuvieran agua potable segura.
Musk es uno de los mayores donantes de la American Civil Liberties Union ACLU.
En octubre de 2019 Musk donó un millón de dólares a la iniciativa para la plantación de veinte millones de árboles «#TeamTrees» liderada por miembros de la comunidad de YouTube y en colaboración con la fundación Arbor Day Foundation.

## Premios y reconocimientos

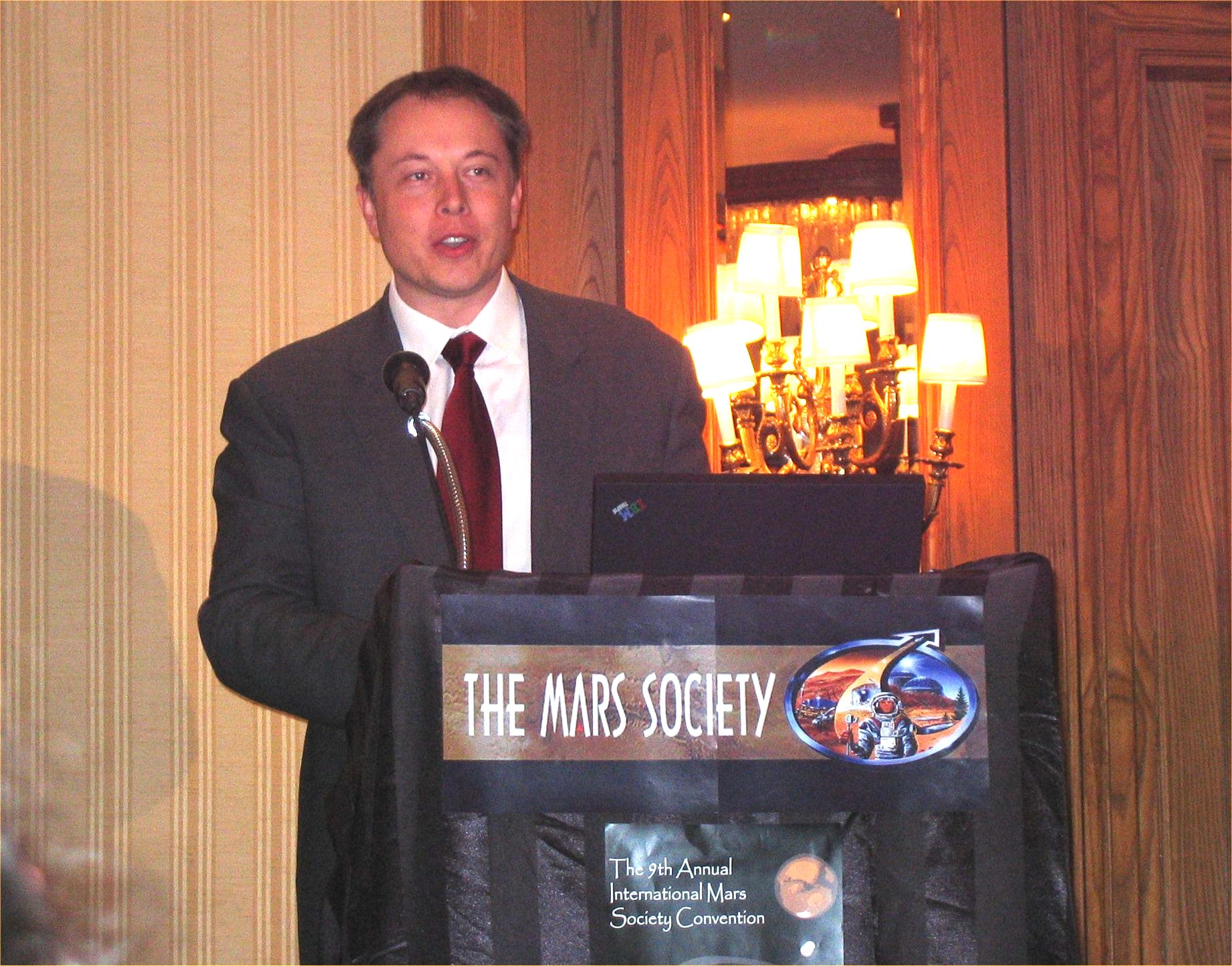
Elon Musk en la Mars Society Conference de 2006

Mijail Gorbachov le entregó en 2006, en nombre de Global Green, el premio al diseño de un producto por Tesla Roadster. En 2007 Index Design Award lo galardonó por el mismo modelo. Ese año la revissta R&D Magazine nombró a Musk Innovador del Año por SpaceX, Tesla y SolarCity.
Inc Magazine le entregó el premio de Emprendedor del Año en 2007 por su trabajo en Tesla y SpaceX. También recibió el premio George Low del American Institute of Aeronautics and Astronautics por su notable contribución al transporte aeroespacial en el 2008. Musk fue reconocido por su diseño del Falcon 1, el primer vehículo privado propulsado con combustible líquido en alcanzar la órbita de la tierra. Recibió el Trofeo Von Braun de la Sociedad Espacial Nacional en 2008/2009, por su liderazgo en un logro significativo en el espacio.
Fue incluido en la lista de las 100 personas que más influyeron al mundo en el 2010 de la revista Time. La revista Esquire lo nombró como una de las 75 personas más influyentes del siglo XXI. En 2010, fue nombrado el Ejecutivo Automotriz del Año a nivel mundial por demostrar liderazgo tecnológico e innovación con Tesla Motors. Musk es el hombre más joven en recibir este galardón. En una encuesta realizada por la Space Foundation en 2010, Musk quedó en el puesto n.º 10 (empatado con el pionero de la cohetería Wernher von Braun) entre los héroes espaciales más populares. Fue reconocido como una Leyenda viviente de la aviación ese mismo año por la Fundación Kitty Hawk por crear el sucesor del Transbordador Espacial (F9/Dragon).
En junio del 2011, Musk recibió por el Premio Heinlein por Avances en la Comercialización del Espacio. En febrero de ese año, la revista Forbes incluyó a Musk en su lista de los «20 directores ejecutivos de menos de 40 años más poderosos en los Estados Unidos».
La Federación Aeronáutica Internacional, la organización encargada del registro de récords de vuelo, otorgó a Musk el máximo honor de la institución, la FAI Gold Space Medal, por diseñar el primer cohete en alcanzar la órbita con fondos privados. Otros receptores del premio incluyen a Neil Armstrong, Burt Rutan de Scaled Composites y John Glenn.
Recibió el National Conservation Achievement Award del National Wildlife Federation por Tesla Motors y SolarCity.
Fue galardonado en la Aviation Week de 2008 por contar con el logro más significativo a nivel mundial en la industria espacial.
En junio de 2016, Business Insider nombró a Musk como uno de los «10 principales visionarios de negocios que crean valor para el mundo», junto con Mark Zuckerberg y Sal Khan. En diciembre de ese año Musk ocupó el puesto 21 en la lista de Forbes de las personas más poderosas del mundo.

### Doctoradoshonoris causa
- Doctorado honoris causa en diseño por parte del Art Center School de Pasadena.[149]
- Doctorado honoris causa (DUniv) en Ingeniería Aeroespacial de la Universidad de Surrey.[150]

## Participación en televisión
El 25 de enero de 2015 fue presentado el capítulo número 12 (564 del total de la serie) de la 26.ª temporada de la serie animada Los Simpson, llamado The Musk Who Fell to Earth (en español, El almizcle que cayó en la Tierra), en la cual Elon Musk fue presentado como estrella invitada, interpretándose a sí mismo. En esta historia, Musk se representa a sí mismo como un hombre que tras haber prestado sus ideas en pos de la evolución de la industria automotriz (sin hacer alusión necesaria a la firma Tesla, Inc.), decide recorrer el país a bordo de una nave espacial con la cual aterriza en el jardín de la familia Simpson. Rápidamente, Musk y Homer se hacen amigos debido a que algunas reflexiones de este último estimulan nuevas ideas en el joven inventor. Homer lo lleva a la planta nuclear de Springfield donde rápidamente Elon desplaza de su posición a Montgomery Burns, provocando que la planta sea cerrada y generando el descontento en la sociedad.
Posteriormente a la emisión de este capítulo, Musk se mostró disconforme con una expresión al finalizar el mismo, donde Lisa expresa tras su partida que «Para un hombre que gusta de los autos eléctricos, su nave quemaba mucho combustible». Tal broma recibió la respuesta de Elon quien expresó que:

Si después de ver Los Simpson te preguntas por qué SpaceX no está construyendo cohetes eléctricos, es porque eso es imposible.

## Intereses
Leyó muchísimos libros, entre ellos de Nietzsche, Schopenhauer y la Guía del autoestopista galáctico. Musk se ha descrito a sí mismo como un adicto al trabajo que dedica por lo general entre 80 y 100 horas semanales a su trabajo en Tesla y SpaceX. De media duerme entre 6 horas y 6 horas y media al día. En las raras ocasiones en las que tiene tiempo libre, lo pasa jugando con sus hijos. Tiene gemelos y trillizos que se llevan dos años entre ellos.

### Política

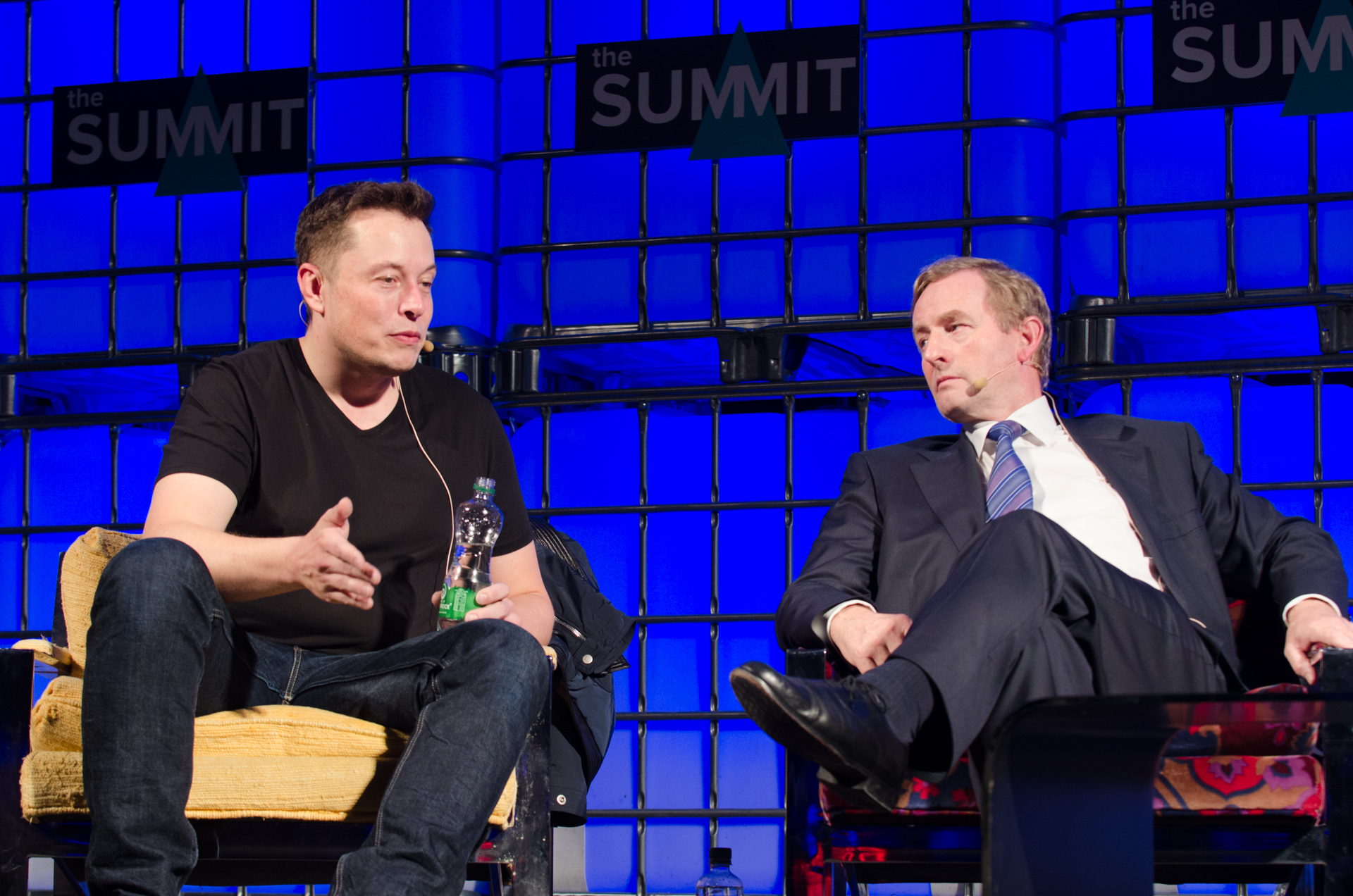
Musk conversando con el anterior primer ministro irlandés Enda Kenny en 2013

En 2014 Musk se describía a sí mismo como políticamente medio demócrata y medio republicano.

I'm somewhere in the middle, socially liberal and fiscally conservative.
Estoy en algún lugar del medio, progresista en lo social y conservador en lo fiscal.

En 2018 afirmó que no era conservador. «Estoy registrado como votante independiente y soy políticamente moderado.» Debido al aumento de la automatización y la inteligencia artificial, Musk apoya la renta básica universal. También apoya la democracia directa. Se ha descrito a sí mismo como socialista.

I am actually a socialist. Just not the kind that shifts resources from most productive to least productive, pretending to do good, while actually causing harm. True socialism seeks greatest good for all.
Realmente soy un socialista. No del tipo que cambia los recursos desde lo más productivos a los menos productivos, pretendiendo hacer el bien pero causando daño. El socialismo verdadero busca el mayor bien para todos.

Musk ha dicho que Estados Unidos es el mejor país que nunca ha existido en la Tierra, que la democracia no existiría si no fuera por los Estados Unidos, ya que previno su desaparición en las dos guerras mundiales y en la Guerra Fría. También afirmó que sería un error decir que Estados Unidos es perfecto, porque no lo es, y que Estados Unidos ha hecho cosas malas y estúpidas.
Antes de la elección de Donald Trump como presidente de los Estados Unidos, Musk lo criticó diciendo:

I feel a bit stronger that he is probably not the right guy. He doesn't seem to have the sort of character that reflects well on the United States.
Creo que no es el tipo adecuado. Parece que su carácter no refleja bien a Estados Unidos.

Tras la toma de posesión de Trump, Musk aceptó participar en unos consejos consultivos para Trump.
En junio de 2017 y en protesta por la decisión de Trump de retirar a los Estados Unidos del acuerdo de París sobre cambio climático, Musk renunció a su participación en los consejos consultivos diciendo: «El cambio climático es real. Abandonar París no es bueno para Estados Unidos ni para el mundo.»
En agosto de 2019 Musk apoyó en Twitter al candidato presidencial, en las primarias demócratas por la nominación, Andrew Yang, cuyo programa giraba en torno al problema del desplazamiento del trabajo por la automatización y la inteligencia artificial. Musk dijo en un tuit que la renta básica universal es «obviamente necesaria».
Tras comprar la red social Twitter, se lo acusa de eliminar las cuentas de activistas, periodistas y grupos de izquierda.
Después de convertirse en presidente electo, Trump anunció que Musk y Vivek Ramaswamy asesorarían a un nuevo Departamento de Eficiencia Gubernamental.

### Grupos de presión
En una entrevista Musk dijo que era un donante significativo del partido Demócrata, pero que también donaba bastante al partido Republicano. También afirmó que las donaciones a partidos políticos eran un requerimiento para tener una voz para hablar al gobierno de Estados Unidos.
Un informe de 2012 de la Sunlight Foundation, una fundación independiente que investiga el gasto del gobierno, halló que desde 2002 SpaceX había gastado más de cuatro millones de dólares en grupos de presión del Congreso de Estados Unidos y más de ochocientos mil dólares en contribuciones a los demócratas y a los republicanos. La campaña de SpaceX para ganar apoyo político fue sistemático y sofisticado, y a diferencia de la mayoría de startups SpaceX ha mantenido una presencia significativa en los grupos de presión en Washington desde el primer día y Musk donó unos setecientos veinticinco mil dólares a varias campañas desde 2002.
En 2004 contribuyó con dos mil dólares a la campaña de reelección de George W. Bush, con cien mil dólares a la campaña de reelección de Barack Obama, y donó cinco mil dólares al senador republicano Marco Rubio, que representa a Florida, un estado crítico para la industria espacial. En conjunto, Musk y SpaceX donaron unos doscientos cincuenta mil dólares en ciclo de elecciones de 2012.
Además SpaceX contrató al anterior líder republicano de la mayoría en el Senado Trent Lott para representar a la compañía a través del grupo de presión Patton Boggs LLP. Además SpaceX emplea otros grupos de lobby.

### Religión
Cuando se le preguntó si creía en algún tipo de destino, distinto de la física, en la transición de la humanidad para ser una especie multiplanetaria, Musk respondió:

Well, I do. Do I think that there's some sort of master intelligence architecting all of this stuff? I think probably not because then you have to say: «Where does the master intelligence come from?» So it sort of begs the question. So I think really you can explain this with the fundamental laws of physics. You know it's complex phenomenon from simple elements.
Bien. Lo creo. ¿Creo que hay una inteligencia superior construyendo todas las cosas? Probablemente no porque entonces tendrías que decir: ¿De dónde viene esa inteligencia superior? De modo que pide la pregunta. Así que creo que realmente se puede explicar esto con las leyes fundamentales de la física. Sabes que es un fenómeno complejo desde elementos sencillos.

### Vida como simulación
Como posible solución a la paradoja de Fermi que pregunta dónde están los extraterrestres, Musk ha considerado la hipótesis de la simulación.

The absence of any noticeable life may be an argument in favour of us being in a simulation... Like when you're playing an adventure game, and you can see the stars in the background, but you can't ever get there. If it's not a simulation, then maybe we're in a lab and there's some advanced alien civilization that's just watching how we develop, out of curiosity, like mould in a Petri dish... If you look at our current technology level, something strange has to happen to civilizations, and I mean strange in a bad way... And it could be that there are a whole lot of dead, one-planet civilizations.
La ausencia de cualquier percepción de vida puede ser un argumento a favor de que estemos dentro de una simulación... Como cuando estás jugando un juego de aventuras y ves las estrellas en el fondo, pero no puedes llegar allí. Si no es una simulación, entonces quizás estemos dentro de un laboratorio y hay alguna civilización extraterrestre que por curiosidad nos está observando cómo nos desarrollamos, como el moho en una placa de Petri... Si miras a nuestro nivel tecnológico actual, algo raro tiene que ocurrir a las civilizaciones, en el mal sentido... Y podría ser que hubiera muchas civilizaciones de un planeta muertas.
Elon Musk

If you assume any rate of improvement at all, then games will be indistinguishable from reality, or civilization will end. One of those two things will occur. Therefore, we are most likely in a simulation, because we exist. I think most likely — this is just about probability — there are many, many simulations. You might as well call them reality, or you could call them multiverse.
Si asumes cualquier tasa de mejora, entonces los juegos serán indistinguibles de la realidad, o la civilización desaparecerá. Ocurrirá una de las dos cosas. Por lo tanto, probablemente estamos dentro de una simulación, porque existimos. Creo que lo más probable — esto solo es una cuestión de probabilidad — es que haya muchas simulaciones. Las puedes llamar realidad, o las puedes llamar multiverso.
Elon Musk’

### Automóviles
En 1994 compró por mil cuatrocientos dólares un viejo BMW 320i de 1978 que arregló él mismo. Lo tuvo unos dos años hasta que tuvo un accidente al soltarse una rueda cuando lo conducía un empleado de Zip2.Cuando trabajaba en Zip2 se compró un Jaguar E-Type de 1967.

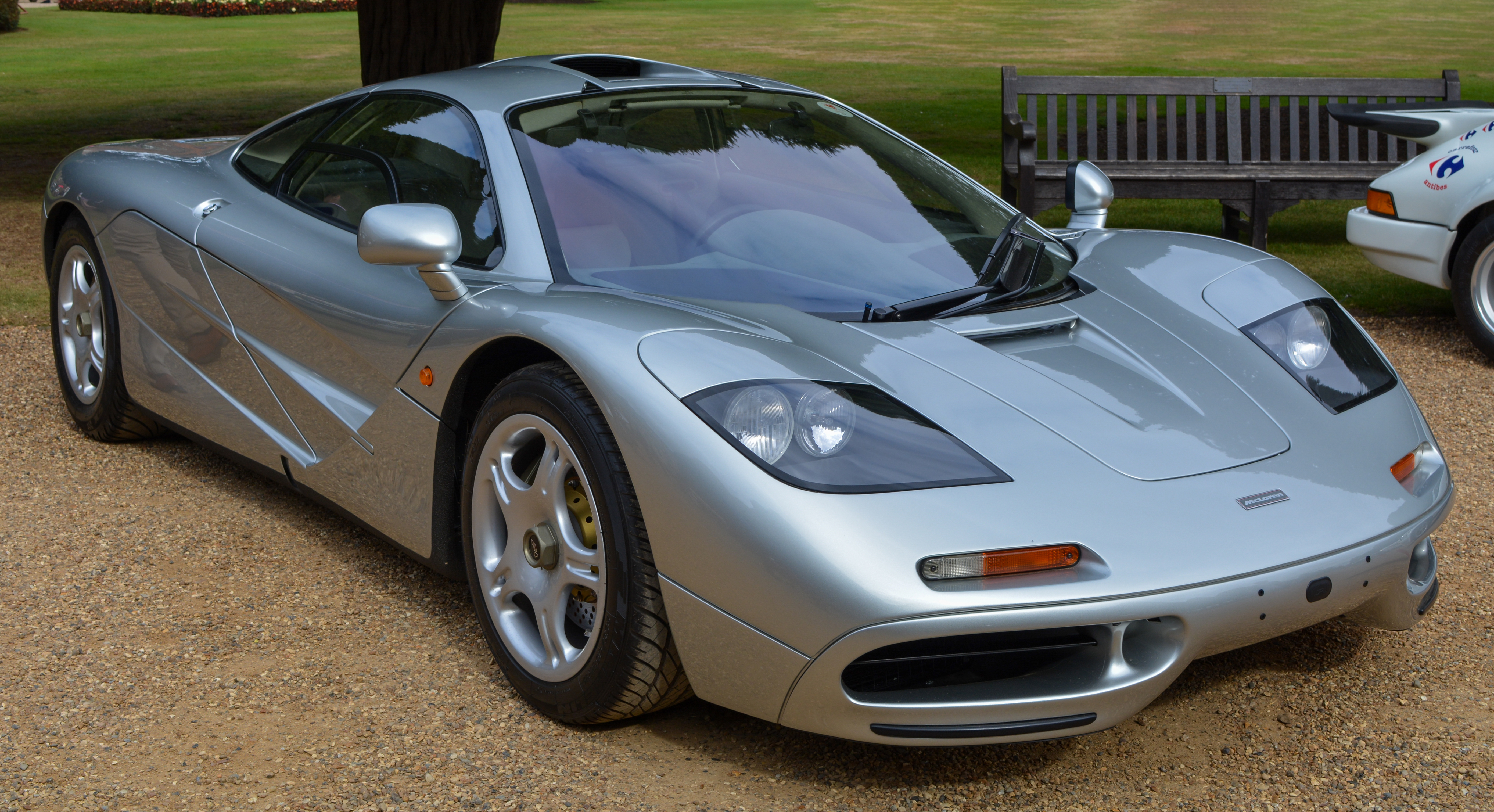
McLaren F1

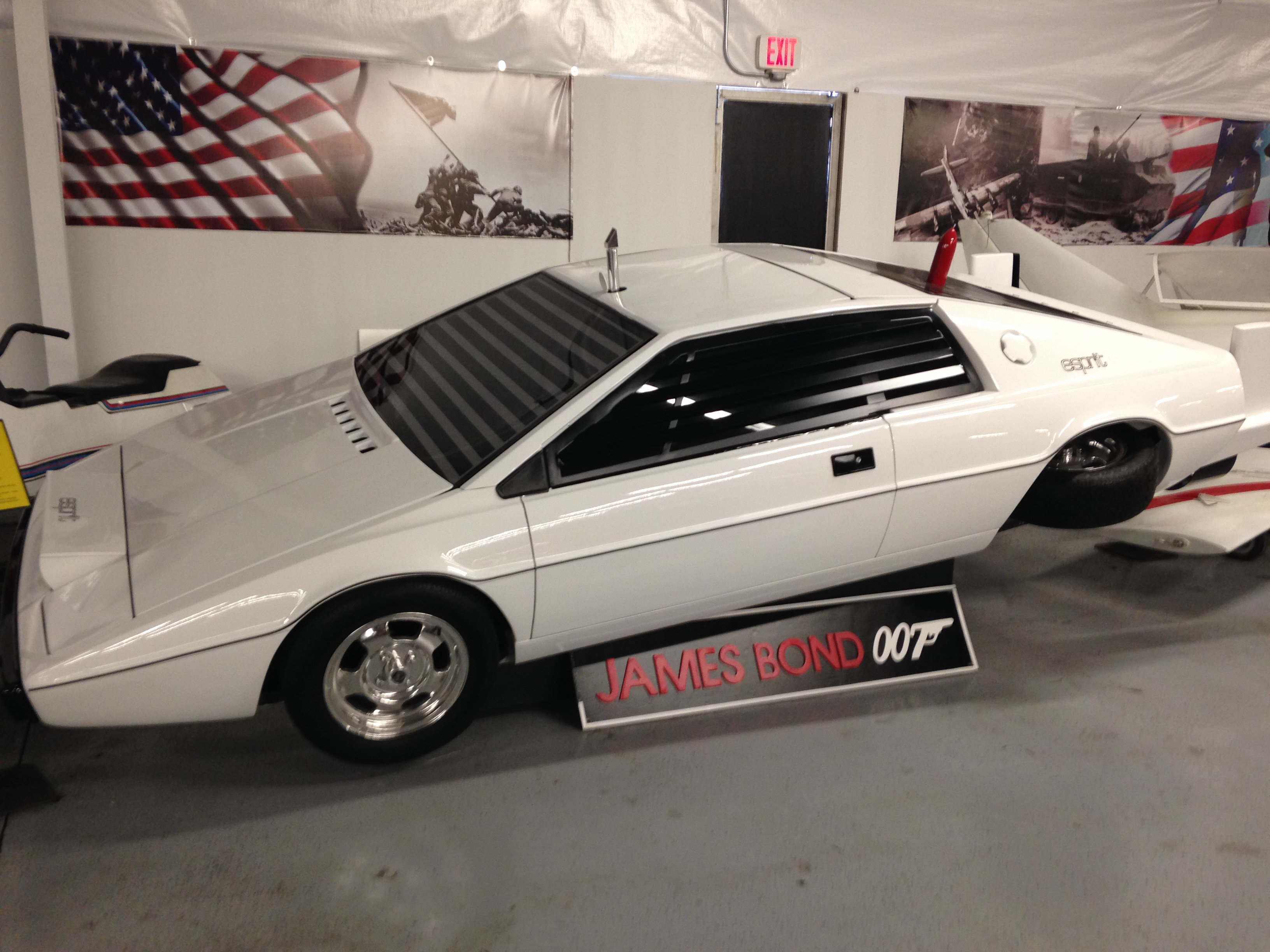
Coche submarino de la película The Spy Who Loved Me que Elon Musk compró en una subasta

En 1999, tras vender Zip2, Elon compró un McLaren F1 de un millón de dólares que utilizaba todos los días. Mientras Elon conducía Peter Thiel le preguntó que qué podía hacer el coche. Musk dijo «¡mira esto!» mientras aceleraba y cambiaba de carril. Como el coche no tenía control de tracción inició un trompo que invadió los carriles contrarios, salió de la calzada volando para caer destrozando la carrocería, suspensión y cristales. Musk salió del coche riéndose y Thiel le preguntó de qué se reía. Musk le dijo: «No sabes lo mejor. El coche no está asegurado».El McLaren F1 contaba con un motor V-12 de 6.1 litros y 627 caballos, tenía carrocería de fibra de carbono. Solo se fabricaron sesenta y cuatro unidades. Afortunadamente Elon y su acompañante, Peter Thiel, cofundador de PayPal, salieron ilesos. Probablemente a partir de ese accidente tuvo como prioridad crear los coches más seguros del mundo. Tras reparar el McLaren F1 lo vendió más adelante para obtener efectivo.El McLaren F1 era capaz de alcanzar los 100 km/h en 3.2 segundos. En la presentación del Tesla Model S P85D Elon dijo que había igualado la marca del 0 a 100 km/h en 3.2 segundos del McLaren F1. En 2016 el Tesla Model S P100D consiguió romper esa marca y establecerla en 2.28 segundos, convirtiéndolo en el coche de serie más rápido del mundo en aceleración.
En junio de 2019, Musk insinuó que el diseño de un vehículo anfibio basado en el que hizo Wet Nellie para el coche submarino en la película de James Bond La espía que me amó (1977) podría ser posible. Musk compró en 2013 el coche de Wet Nellie en una subasta de Sotheby's por casi un millón de dólares y en 2019 lo expuso en la presentación del Tesla Cybertruck.
También tuvo un Audi Q7 del que no le gustaba el acceso a la tercera fila de asientos. Eso fue un acicate para diseñar las puertas de ala de gaviota del Tesla Model X.
En 2007 tenía un Hamann BMW M5.
En 2012 tenía un Porsche 911.
En 2017 un amigo le regaló un Ford Model T.
En 2018 lanzó al espacio su Tesla Roadster en un cohete Falcon Heavy de SpaceX y estará millones de años orbitando al Sol.
También tiene un Tesla Model S, Tesla Model X y Tesla Model 3 Performance.

### Cine
En 2010 la fábrica de SpaceX se usó para la filmación de Iron Man 2 y Musk hace un cameo en la película.
En 2013 tiene un cameo en Machete Kills, y aparecen las instalaciones de SpaceX.
En 2014 aparece en la película de ciencia ficción Transcendence.
En 2015 da voz a su personaje en el episodio de Los Simpson titulado The Musk Who Fell to Earth en el que Elon Musk va a Springfield y Homer le sugiere una idea que podría revolucionar la ciudad, pero que al final termina costándole una fortuna al señor Burns.
En 2015 tiene un cameo en la serie The Big Bang Theory, en el capítulo 9 de la novena temporada, The Platonic Permutation, interpretándose a sí mismo.
En 2016 aparece como él mismo en la película ¿Por qué él?, protagonizada por James Franco y Bryan Cranston, en la que asiste a una fiesta que da lugar en la película.
En 2014 aparece en la serie South Park en el episodio Handicar solo como una referencia. Pero ya más tarde en 2016 aparece en los episodios «Members only», «Not funny» y «El fin de la seriealizacion tal como la conocemos» interpretandose a sí mismo.
En 2017 tiene un cameo en la serie El joven Sheldon, en el capítulo 6 de la primera temporada, Un parche, un módem y un Zantac, como él mismo.
En 2019 aparece en el capítulo 3 de la cuarta temporada de Rick & Morty «One Crew Over the Crewcoo's Morty», interpretando a una versión de sí mismo de un universo alternativo en la que los humanos tienen grandes colmillos llamado Elon Tusk.

### Hyperloop

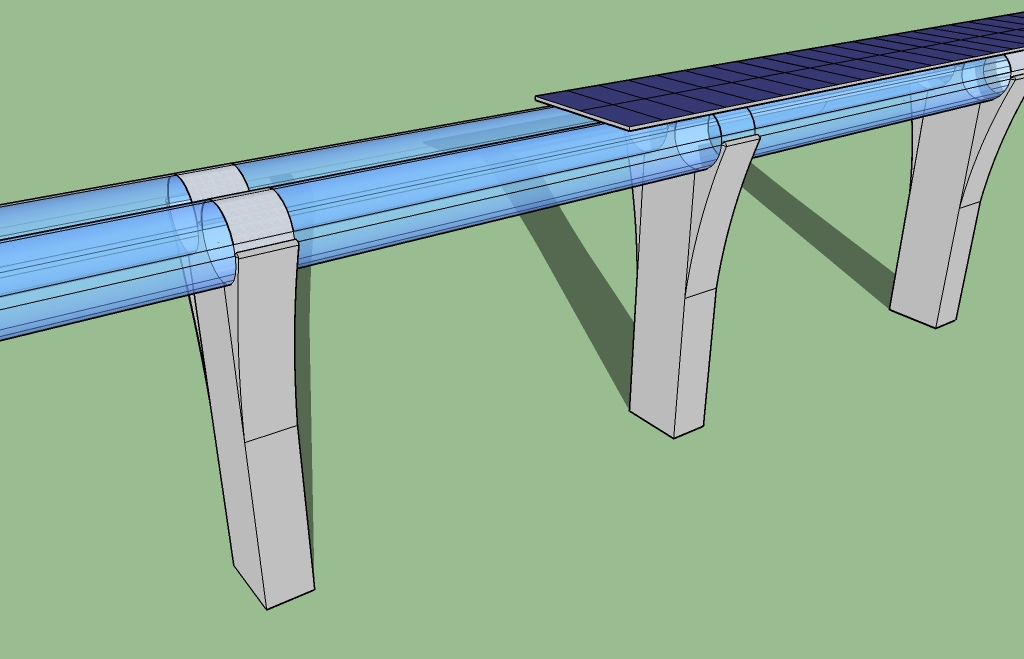
Sistema Hyperloop

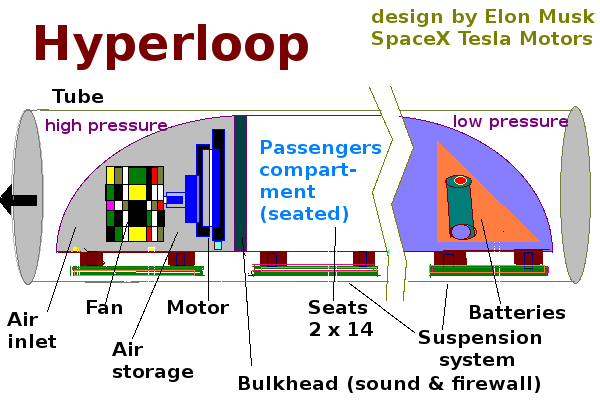
Diagrama de la cápsula

El 12 de agosto de 2013 propuso el sistema Hyperloop como un sistema que permitiría transportar personas entre San Francisco y Los Ángeles en 35 minutos. Actualmente los 563 kilómetros se pueden recorrer en coche en unas 5 horas y media por las carreteras existentes.
Hyperloop es un modo de transporte nuevo que busca cambiar el paradigma actual al ser rápido y barato para personas y mercancías. Hyperloop es un concepto de diseño abierto, similar a GNU/Linux, en el que las aportaciones de la comunidad pueden hacer avanzar el diseño y hacerlo una realidad. Es un sistema rápido, barato, con salidas casi inmediatas para el viajero y sostenible ambientalmente.
Consiste en un tubo que contiene aire a baja presión por el que unas cápsulas circulan sobre un colchón de aire. El morro de la cápsula contiene un compresor eléctrico que transfiere alta presión de aire desde el morro a la cola de la cápsula. El compresor proporciona levitación y en menor grado propulsión.
El proyecto entre San Francisco y Los Ángeles con dos tubos está cubierto por paneles solares en el techo que generarían más de la energía que necesita para operar. Los paneles solares tendrían una anchura de 4.25 m y cubrirían una distancia de 563 km. Con una producción de energía solar de 120 W/m² se esperaría que el sistema produciría un pico máximo de 285 MW de producción solar.
El sistema en conjunto consumiría una media de 21 MW. Esto incluye la energía necesaria para la propulsión, resistencia aerodinámica, recarga de baterías y bombas de vacío. Los paneles solares proporcionarían una media de 57 MW, que es más que suficiente para operar el Hyperloop.
El coste total sería de seis mil millones de dólares para la versión sencilla y de siete mil quinientos millones de dólares para la versión grande con capacidad de transportar coches. Amortizando este capital en veinte años y añadiendo los costes de operación cada billete sencillo saldría por unos veinte dólares.
La versión sencilla de Hyperloop costaría un 9 % de lo que costaría el tren de alta velocidad entre Los Ángeles y San Francisco.
En enero de 2015 Elon Musk anunció que se construiría una pista de pruebas para el Hyperloop en Texas para que compañías y estudiantes probaran sus diseños.

### Aviones
Tuvo un avión checo Aero L-39 que valía aproximadamente doscientos cincuenta mil dólares. El avión Dassault Falcon 900 utilizado en la película, Gracias por fumar, está registrado a nombre de Musk. Musk figura como uno de los productores ejecutivos del filme.

### Música
El 30 de marzo de 2019, Musk lanzó un sencillo de rap a la plataforma musical SoundCloud bajo el nombre de usuario «Emo G Records». Titulada «RIP Harambe», la canción fue interpretada por Yung Jake, escrita por Yung Jake y Caroline Polachek, y producida por BloodPop. En diez días, la canción había logrado más de 2 000 000 reproducciones. El 30 de enero de 2020, Musk lanzó una segunda canción a su perfil de SoundCloud titulada «Don't Doubt Ur Vibe».
Se cree que Musk es un fanático del girlgroup surcoreano Loona. Esto, luego de que Grimes, su actual pareja y quien ha colaborado con este grupo anteriormente, haya publicado en la red social Twitter cómo fue su experiencia en el estudio con las chicas.
Elon, al cabo de un mes, respondió con un tuit con la palabra «Loona», estilizada en mayúsculas y con emoticonos de relámpagos en los extremos. Los fanáticos de Loona recibieron con entusiasmo el creciente interés de Musk por este grupo de K-pop.
Además, se ha confirmado que Go Won, la undécima miembro de Loona, sería, según Grimes, la madrina del hijo de esta última y Elon, llamado: «X Æ A-Xii Musk».

### Homenajes en sus productos
Los vehículos Tesla incluyen Easter Eggs ('Huevos de Pascua'): características o funciones escondidas o no documentadas incluidas como bromas en un programa informático.
Musk bautizó el modo de aceleración superior del Tesla Model S como Ludicrous y el nivel posterior como Plaid, copiando las velocidades de las naves espaciales (Ludicrous Speed, Plaid Speed) en la comedia satírica Spaceballs (1987) de Mel Brooks. Ludicrous Speed sería una velocidad superior a la velocidad de la luz en el que las estrellas visibles dejan una traza lineal, mientras que la Plaid Speed sería una velocidad todavía superior en el que las estrellas dejarían trazas longitudinales y transversales creando un patrón tartán (plaid) de listas cruzadas como en un kilt escocés.
En los Tesla con Ludicrous si se aprieta el botón Ludicrous y se mantiene 3 segundos, la pantalla cambia y representa lo que sería ir en el espacio a una velocidad superior a la de la luz. Es una referencia a la película Spaceballs.
El volumen de sonido de los Tesla Model S y X llega hasta el nivel 11 en homenaje a una secuencia de la película de falso documental This is Spinal Tap (1984) dirigida por Rob Reiner. En la película un músico muestra su amplificador en el que todos los diales llegan hasta 11.
Los Tesla incorporan el Tesla Emissions Testing Mode (modo de control de emisiones) que produce sonidos de pedos en cualquiera de los asientos y se puede programar para que los produzca al poner el intermitente.
En SpaceX el primer lanzamiento de Dragon mandó como carga secreta un queso en homenaje a Monty Python.
En los Tesla si se cambia el nombre del vehículo a Patsy, Rabbit of Caerbannog, Mr. Creosote, Biggus Dickus o Unladen Swallow aparece el pie de Cupido y suena un pedo en referencia a Monty Python.
Desde octubre de 2018 todos los vehículos Tesla incorporan los viejos juegos de Atari: Missile Command, Asteroids, Lunar Lander y Centipede.
Desde septiembre de 2018 los Teslas con Autopilot pueden seleccionar el Modo Mad Max como el más agresivo para los cambios de carril automatizados. Es un homenaje a película Mad Max (1979) dirigida por George Miller.
Para el Tesla Model 3 diseñó un sofisticado depósito para el sistema de refrigeración bautizado Superbottle (Superbotella) que lleva impreso un dibujo de una botella con capa al estilo de los superhéroes.
En los vehículos Tesla cuando se activa el modo Centinela (Sentry Mode) aparece la imagen del ordenador HAL 9000 de la película 2001 una odisea del espacio, de Stanley Kubrick. Se puede activar con el comando de voz Keep Summer Safe («Mantén segura a Summer») en referencia al episodio 6 de la temporada 2 de Rick and Morty, en la que Rick ordena a su vehículo que proteja a Summer (hermana de Morty), que se queda dentro del vehículo.
En los coches Tesla cuando el nombre del vehículo se cambia a «42» aparece el mensaje «Vida, el Universo y Todo». En el libro de Douglas Adams Guía del autoestopista galáctico se le pregunta al superordenador Deep Thought cuál es el significado de la vida y tras 7.5 millones de años responde: «42».
En los vehículos Tesla con suspensión neumática tras pulsar el logo T y escribir el código 007 sale el Lotus Esprit anfibio que apareció en la película de James Bond de 1977 The Spy Who Loved Me (El espía que me amó).
En los coches Tesla activando la palanca del Autopilot 4 veces se muestra la carretera con los colores del arco iris. Es una referencia al juego Mario Kart para Nintendo 64.
Cuando un coche Tesla tiene la batería cargada para una autonomía de 121 km y se abre la APP del teléfono aparecen múltiples referencias a la película de 1985 Back to the Future.
Si se aprieta el logo de Tesla durante 5 segundos y se introduce el código «MARS» la pantalla de navegación muestra lo que vería un vehículo circulando por Marte.
En un Tesla si se aprieta el icono de teléfono durante 3 segundos el texto cambia a Ahoy-Hoy que fue la frase propuesta por el inventor del teléfono Alexander Graham Bell para responder un teléfono.
En noviembre de 2019 Musk presentó el Tesla Cybertruck, una camioneta pickup eléctrica. La presentación fue en Los Ángeles, la misma ciudad, el mismo mes y el mismo año que la película Blade Runner, en que se inspiró el diseño del Cybertruck.

## Vida personal
En diciembre de 2000 se tomó unas vacaciones en Brasil y en una reserva de caza en Sudáfrica. En enero de 2001 volvió a California y a los pocos días empezó a sentirse mal. En un principio lo diagnosticaron con meningitis viral, enfermedad que trataron y le dieron el alta. Unos días después empeoró y lo trasladaron al Sequoia Hospital en Redwood City. Le diagnosticaron y trataron por malaria. Estando en la unidad de cuidados intensivos se encontró que la cepa correspondía a plasmodium falciparum, que es el más letal. Cambiaron el tratamiento a otro más agresivo que podía tener efectos secundarios peligrosos como arritmias y fallo orgánico. Estuvo a punto de morir, perdió 20 kilos y tardó 6 meses en recuperarse totalmente.
Musk vive en Bel-Air, California. En 2000 Elon se casó con su primera esposa, la autora canadiense Justine Wilson, a la que conoció cuando ambos eran estudiantes en la Universidad de Queen. En 2002 tuvieron un hijo llamado Nevada Alexander Musk, quien a las diez semanas falleció por el síndrome de muerte súbita. Musk y Wilson tienen cinco hijos: un par de gemelos y unos trillizos. Se separaron en el año 2008.
Ese mismo año conoció a la actriz británica Talulah Riley. Se casaron en 2010 y se divorciaron en 2012. Se volvieron a casar en 2013 y terminaron por separarse legalmente. En noviembre de 2017 terminó su relación con la actriz Amber Heard debido a sus conflictos de agendas.
El 7 de mayo de 2018, Musk comenzó a salir con la cantante canadiense Grimes y en enero de 2020 anunciaron que estaban esperando su primer hijo. El 4 de mayo de 2020 nació su hijo, X AE A-XII Musk. La pareja anunció su separación en septiembre de 2021, y desde entonces la cantante describió su vínculo sentimental con Musk como «fluido». En marzo de 2022 se hizo público que había nacido su segunda hija biológica con Grimes, Exa Dark Sideræl, en diciembre de 2021 por gestación subrogada. En septiembre de 2023 confirmaron públicamente a su tercer hijo en común, Tau Techno Mecanicus, nacido a mediados de junio de 2022. Su existencia había sido mantenida en secreto por la pareja, y la noticia se conoció a raíz de la publicación de la biografía de Musk.
En julio de 2022, Insider hizo público que había tenido gemelos con Shivon Zilis, directora de operaciones y proyectos especiales en Neuralink, nacidos en noviembre de 2021. El número total de hijos de Musk asciende a doce;
el empresario ha declarado que esta es una decisión deliberada para combatir la caída de la natalidad y descenso de la población, un fenómeno que considera una amenaza para la civilización.
Kimbal Musk es consejero de Tesla, Inc. y SpaceX. A su vez es el fideicomisario de Elon en el caso de que su hermano quedara incapacitado.
Mientras participaba Saturday Night Live, en mayo de 2021, Musk afirmó tener síndrome de Asperger.

## Controversias
En octubre de 2008, después de que Musk confirmara que Tesla Motors se estaba quedando sin dinero en efectivo, salió a la luz que había contratado a una empresa externa de ITC para revisar todos los correos electrónicos y mensajes instantáneos de Tesla. Posteriormente, un investigador forense tomó huellas digitales de impresiones que habían sido descartadas cerca de la fotocopiadora que se utilizó para filtrar el correo electrónico. La investigación indicó que el empleado responsable de publicar el mensaje donde se indicaba el estado financiero de la empresa fue Peng Zhou. Musk ofreció a Zhou la opción de disculparse con la compañía y renunciar, opción que tomó para evitar ser enjuiciado.
El 26 de mayo de 2009, el ex director ejecutivo de Tesla Motors, Martin Eberhard, presentó una denuncia en el Condado de San Mateo, California, en contra de Tesla Motors y Musk por difamación e incumplimiento de contrato. El caso se basaba sobre la cuestión de quién debería ser llamado el verdadero fundador de Tesla. El 29 de julio de 2009, un juez de la Corte Superior del Condado de San Mateo descartó la solicitud de Eberhard que pedía ser declarado como uno de los dos únicos fundadores de la compañía. Tesla indicó en un comunicado que la resolución era «consistente con la creencia de Tesla en un equipo de fundadores, que incluyen el actual director ejecutivo Elon Musk y el CTO JB Straubel, quienes fueron fundamentales en la creación de Tesla desde su concepción».
A principios de agosto, Eberhard abandonó el caso, y las partes llegaron a un acuerdo el 21 de septiembre. Aunque los términos del acuerdo son confidenciales, éste incluía una provisión en la que las partes consideraban a Eberhard, Musk, JB Straubel, Marc Tarpenning e Ian Wright como los cinco cofundadores de Tesla Motors.
En 2018 Musk anunció la creación de un proyecto llamado «Pravda» (o Pravduh), que en ruso significa «Verdad» que evaluaría la credibilidad de los medios de comunicación y las noticias falsas. Este anuncio llegó tras sus polémicas con distintos periodistas en las redes sociales, concretamente tras señalar que los medios de comunicación estarían -según Elon Musk- bajo presión de las compañías petroleras y automovilistas mediante pagos por publicidad.
Durante un debate en las redes sociales, Elon Musk fue acusado de antisemitismo por algunos usuarios de internet y periodistas después de que este respondiera a un mensaje del periodista Joshua Topolsky en el que este explicaba a Elon como unas «personas poderosas» controlaban las encuestas, a lo que Elon Musk respondió que las mismas «personas poderosas» que controlaban las encuestas, también controlaban los medios de comunicación. Esto fue malinterpretado por algunos usuarios de las redes sociales, personalidades y periodistas, obligando a Elon Musk a dar una explicación de la situación en profundidad.

### SEC
El 7 de agosto de 2018 Elon publicó los tuits:

Am considering taking Tesla private at $420. Funding secured.
Estoy considerando hacer Tesla privada a 420 USD la acción. Financiación asegurada.

Investor support is confirmed. Only reason why this is not certain is that it’s contingent on a shareholder vote.
El apoyo del inversor está confirmado. La única razón por la que no es firme es porque es contingente del voto de los accionistas.

La SEC (U.S. Securities and Exchange Commission) presentó cargos contra Elon Musk alegando que la potencial transacción no era segura y dependía de numerosas contingencias. Musk no había acordado los detalles del acuerdo con los potenciales socios financieros, y sus afirmaciones no se correspondían con los hechos. La SEC afirmó que los tuits engañosos hicieron subir las acciones de Tesla un 6 % el 7 de agosto, causando una disrupción en el mercado. El 29 de septiembre de 2018 Musk y Tesla llegaron a un acuerdo sin admitir o negar las alegaciones de la SEC que requería que:
- Elon Musk dejara ser Presidente de Tesla para ser sustituido por uno independiente por al menos tres años.

- Tesla nombraría dos nuevos directores independientes a su consejo.

- Tesla establecería un nuevo comité de directores independientes y controlaría y supervisaría las comunicaciones de Musk.

- Musk pagaría veinte millones de dólares y Tesla pagaría otros veinte millones de dólares. Los cuarenta millones se distribuirían entre los accionistas perjudicados.[232]

El 4 de octubre de 2018 Elon escribió el tuit:

Just want to that the Shortseller Enrichment Commission is doing incredible work. And the name change is so on point!
Solo quiero decir que la Comisión para el Enriquecimiento de los vendedores en corto está haciendo un trabajo increíble. Y el cambio de nombre es tan ajustado.

Esto hacía referencia a los ataques en bolsa de los vendedores en corto que apostaban por el hundimiento del valor de las acciones de Tesla. El 21 de mayo de 2019 el 31 % de las acciones disponibles de Tesla estaban atacadas en corto.
Los ataques en corto se produjeron durante años y en unos niveles sin precedentes en la bolsa sin que la SEC abriera una investigación y pusiera límites.
En un programa del programa 60 minutes emitido en 2018 afirmó:

I want to be clear: I do not respect the SEC, I do not respect them.
Quiero ser claro: No respeto a la SEC. No los respeto.

El 20 de febrero de 2019 a las 1:15 AM escribió el tuit:

Tesla made 0 cars in 2011, but will make around 500k in 2019
Tesla fabricó 0 coches en 2011, pero fabricará unos 500 000 en 2019.

Y a las 5:41 AM escribió el tuit:

Meant to say annualized production rate at end of 2019 probably around 500k, ie 10k cars/week. Deliveries for year still estimated to be about 400k.
Quería decir que la tasa de producción anualizada a finales de 2019 probablemente esté en 500 000, es decir 10 000 coches/semana. Las entregas del año todavía se calculan en unas 400 000.

La SEC aprovechó esta oportunidad para demandarle el 25 de febrero de 2019 por desacato e incuplimiento del acuerdo de septiembre de 2018 ya que esos tuits no habían sido aprobados con antelación por el abogado de Tesla. El 30 de abril de 2019 la jueza impuso una enmienda al acuerdo de septiembre de 2018 por el que el abogado de Tesla debería aprobar con antelación todas las comunicaciones escritas públicas de Elon Musk que contuvieran información de:
- La condición financiera, declaraciones, resultados, ganancias o gobierno de Tesla,

- Potenciales o propuestas fusiones, adquisiciones, disposiciones, ofertas de licitación o empresas conjuntas de Tesla.

- Números de producción, ventas o entregas (reales o calculadas) que no hubieran sido compartidos, o que difirieran de la dirección oficial de Tesla.

- Propuestas líneas de negocio no relacionadas con las actuales de Tesla (definidas en el registro como vehículos, transporte y productos de energía sostenible).

- Cambios en el estado de los valores, facilidades de crédito, financiación o acuerdos de préstamo.

- Decisiones legales, recomendaciones regulatorias o decisiones no públicas.

- Cualquier cosa que requiera el registro de un formulario 8-K de la SEC, incluyendo cambios en el control de la compañía, sus ejecutivos y directores.

- Cualquier otra materia que Tesla o la mayoría de sus miembros independientes dentro del consejo crea que necesita una aprobación previa.[235]

### El rescate en la cueva de Tham Luang
En julio de 2018 Musk intentó asistir a los rescatadores durante el rescate de la cueva de Than Luang dirigiendo a sus empleados en la fabricación de una pequeña cápsula de rescate con un diámetro de 38 cm en la que cupiera un niño. Musk, respondiendo a las peticiones de usuarios de Twitter, se comunicó con el gobierno tailandés. Organizó el trabajo de ingenieros de sus empresas para que diseñaran contrarreloj un pequeño submarino para ayudar en el rescate y documentó todo el proceso en Twitter. Richard Stanton, director del equipo de rescate internacional también urgió a Musk para la construcción del minisubmarino como respaldo en el caso de que la inundación empeorara.Ingenieros de SpaceX y The Boring Company fabricaron el minisubmarino en un día partiendo de un tubo de transferencia de oxígeno líquido de un cohete Falcon 9 y lo trasladaron a Tailandia. Lo bautizaron «Wild Boar» como el equipo de fútbol de los niños. Su diseño, basado en las aportaciones del equipo de buceo, era un tubo de 150 cm de largo y 30 cm de diámetro que pesaba 41 kg. Se propulsaba manualmente por los buzos y tenía compartimentos para colocar pesas de buceo y ajustar la flotabilidad, con la intención de transportar con seguridad a los niños que podrían tener dificultades para aprender las técnicas de buceo requeridas para salir de la cueva sin entrar en pánico. Para el caso en que el minisubmarino no cupiera en algunos tramos de la cueva, Elon Musk pidió a la empresa californiana de botes hinchables que construyera cápsulas de escape inflables. Cuando llegó el minisubmarino a Tailandia ocho de los doce niños ya habían sido rescatados usando anestesia, máscaras de buceo y oxígeno. Las autoridades tailandesas decidieron no usar el submarino. En marzo de 2019 Elon Musk fue galardonado por el rey de Tailandia con la Orden de Direkgunabhorn (Member of the Order of the Direkgunabhorn) por sus contribuciones y las de su equipo en la misión de rescate.

#### Reacciones
El supervisor de la operación de rescate, Narongsak Osatanakorn, afirmó que el submarino era tecnológicamente sofisticado, pero no encajaba en la misión para entrar en la cueva. Vernon Unsworth, un espeológo aficionado que había estado 6 años explorando la cueva y que asesoró en el rescate, criticó en la CNN que el submarino no era más que una operación publicitaria porque no tenía posibilidad de éxito y que Musk no comprendía cómo eran los pasadizos de la cueva. Y que además:

...can stick his submarine where it hurts
...puede meterse su submarino donde duele.

Musk afirmó en Twitter que el aparato habría funcionado y se refirió a Vemon Unsworth como «pedo guy» (tipo pedófilo), lo que causó reacciones contra Musk. Musk borró los tuits. También borró un tuit en que a un crítico del aparato le dijo:

Stay tuned jackass.
Mantente a la escucha, tonto del culo.

 El 16 de julio de 2018 Unsworth afirmó que estaba considerando emprender acciones legales contra los comentarios de Musk. Dos días después Musk pidió perdón por sus comentarios.
El 28 de agosto de 2018 en respuesta a una crítica desde Twitter, Musk escribió el tuit:

You don't think it's strange he hasn't sued me?
¿No crees que es extraño que no me haya demandado?

 Al día siguiente se hizo pública una carta del abogado Lin Wood fechada el 6 de agosto que mostraba que estaba preparando una demanda de difamación. Un autoproclamado investigador privado mandó un correo electrónico a Musk con la oferta de buscar basura en el pasado de Unsworth. Musk aceptó la oferta en agosto de 2018 y le pagó cincuenta mil dólares. Más tarde se supo que el investigador era un delincuente condenado por delitos de fraude. El 30 de agosto, usando detalles de la presunta investigación, Musk mandó a un periodista de BuzzFeed News, que había escrito sobre la controversia, un correo electrónico encabezado «Off the record» en el que afirmaba que Unsworth era un:

...single white guy from England who's been traveling to or living in Thailand for 30 to 40 years... until moving to Chiang Rai for a child bride who was about 12 years old at the time.
...tipo blanco de Inglaterra que ha estado viajando o viviendo en Tailandia durante 30 o 40 años... hasta mudarse a Chiang Rai para casarse con una niña de 12 años.

Lo último fue desmentido por la pareja de Unswoth. El 5 de septiembre el reportero publicó en un tuit una copia del correo electrónico diciendo que el «off the record» era un acuerdo entre dos y él no lo había acordado. A mediados de septiembre Unsworth presentó una demanda en un juzgado federal de Los Ángeles.
En su defensa Musk argumentó que en lenguaje coloquial «pedo guy» era un insulto común en Sudáfrica donde creció sinónimo de «viejo siniestro» y se usa para insultar la apariencia y el comportamiento. El diccionario Dictionary of Contemporary Slang define el término «pedo» como:

...an unpleasant or unfortunate person... adopted as an all-purpose insult....
...una persona desagradable o desgraciada... adoptado como un insulto de propósito general...

 El caso de difamación, en el que Unsworth reclamaba 190 millones de dólares, empezó el 4 de diciembre de 2019 en Los Ángeles. Durante el juicio Musk pidió perdón a Unsworth otra vez por el tuit original. El 6 de diciembre el jurado determinó que Musk no era culpable de difamación.

### Joe Rogan
En el programa 1169 del podcast The Joe Rogan Experience del 7 de septiembre de 2018, Elon le recomendó a Rogan, un fanático de los coches rápidos, que comprara un Tesla Model S P100D Ludicrous, cosa que hizo al poco tiempo. Elon bebió whisky. Rogan le invitó a fumar marihuana y Elon fumó una calada. El uso de marihuana para usos recreativos es legal en California, donde se realizó la entrevista.
Musk publicó el tuit:

I'm getting text messages from friends saying, «What the hell are you doing smoking weed?»
Me llegan mensajes de amigos diciendo: «¿Qué demonios estás haciendo fumando hierba?»

La entrevista tuvo un impacto negativo en su imagen, la de Tesla y la de SpaceX.

### Crisis política en Bolivia
El día 24 de julio del 2020, Musk publicó un tuit sobre los debates en torno a un paquete de medidas sociales en Estados Unidos diciendo: «Otro paquete de estímulo del gobierno no está en el mejor interés de la gente de la OMI. Como recordatorio, estoy a favor del ingreso básico universal». De entre todas las respuestas recibidas, un usuario de Twitter de nombre «Armani» le respondió: «¿Sabes lo que no era lo mejor para la gente? El gobierno de los Estados Unidos organizó un golpe de estado contra Evo Morales en Bolivia para que pudieras obtener el litio allí». Esto llevó a que Musk respondiera el 25 de julio: «Daremos un golpe de Estado a quien queramos» aseverando luego que su compañía obtenía litio de Australia. Esta respuesta llevó a que diversos políticos de izquierda acusaran a Musk de estar detrás de la crisis política en Bolivia, que posee yacimientos de litio, mientras que otros vieron en su respuesta una respuesta sarcástica.

### COVID-19
Musk ha difundido desinformación sobre la pandemia de COVID-19, incluida la promoción de la cloroquina como tratamiento contra el virus y afirmando que las estadísticas de fallecimientos eran manipuladas por investigadores y médicos por motivos financieros. Al comienzo de la pandemia, afirmó que los niños son «esencialmente inmunes» al coronavirus SARS-CoV-2. Musk criticó repetidamente los confinamientos y violó los protocolos locales al reabrir una fábrica de Tesla en Fremont, California. En marzo de 2020, al comentar un informe del New York Times de que China no había informado de nuevos casos de propagación interna del nuevo coronavirus, Musk predijo que habría «probablemente cerca de cero nuevos casos en EE. UU. También a finales de abril». Más tarde, Politico calificó esta declaración como «una de las predicciones más audaces, seguras y espectacularmente incorrectas de 2020». En noviembre de 2020, tuiteó información errónea sobre la efectividad de las pruebas de COVID-19. En abril de 2021, tuiteó una versión modificada de una tira cómica de Ben Garrison con una caricatura de Bill Gates y un mensaje antivacunas.

### Dogecoin
En junio del 2022, Musk fue acusado de presunta estafa piramidal, al haber promocionado información relacionada con comprar Dogecoin.

### Mark Zuckerberg
En el 2023, Musk propuso pelear contra Mark Zuckerberg, el fundador de Facebook.

### Wikipedia
En octubre de 2023 Elon Musk ofreció mil millones de dólares por cambiar el nombre de Wikipedia a (dickipedia). Aprovechó un mensaje de recaudación de donaciones para atacar a Jimmy Wales y burlarse de su plataforma.
En diciembre de 2024 el multimillonario arremetió nuevamente contra Wikipedia instando a sus seguidores en X (antes Twitter) a no hacer donaciones a Wikipedia hasta que «restablezcan el equilibrio en su autoridad editorial» y denominó a la enciclopedia «Wokepedia». Realizó este comentario como respuesta a otro usuario que publicó un gráfico en el que se mostraba que el 29 % del presupuesto se había destinado a «equidad» y «seguridad e inclusión», según un informe anual de 2023-2024. Consultado por la prensa, un portavoz de la Fundación Wikimedia dijo que la sección de «equidad» que muestra el gráfico «se refiere a hacer posible que más personas compartan conocimientos fiables en Wikipedia y otros proyectos de Wikimedia», mientras que el objetivo de «seguridad» se refiere a garantizar que las personas puedan acceder libremente y contribuir de forma segura al conocimiento en Wikipedia en un entorno legal y político cambiante a nivel mundial» e incluye «los esfuerzos legales que protegen la libertad de expresión, evitan la censura y abogan por leyes y regulaciones que mantengan Wikipedia accesible para que todos puedan usarla».

### Supuesto saludo nazi
En su discurso durante la segunda toma de posesión de Donald Trump, Musk se golpeó la mano derecha sobre el corazón y extendió el brazo enfáticamente, en ángulo ascendente, con la palma hacia abajo y los dedos juntos. Luego repitió el gesto a la multitud que tenía detrás. Al terminar los gestos, le dijo al público: «Mi corazón está con vosotros. Gracias a vosotros está asegurado el futuro de la civilización». Se comentó en diferentes medios y redes sociales la semejanza del gesto con el saludo nazi o romano. Musk tachó las afirmaciones de «politizadas». En una publicación en las redes sociales, escribió: «El ataque de "todo el mundo es Hitler" está taaaan manido», pero no negó explícitamente las afirmaciones. En respuesta a los acontecimientos, publicó en Twitter una serie de juegos de palabras sobre nazis. Varios medios de comunicación, entre ellos Associated Press, informaron de que su gesto fue ampliamente acogido por extremistas de derechas y neonazis.
En España, el comunicador Iker Jiménez imitó el gesto de Musk en dos ocasiones durante una entrevista con el youtuber Javi Oliveira.
Un mes después, Steve Bannon, ideólogo de Trump, repitió el gesto en la Conferencia Política de Acción Conservadora, en la cual también participaba Musk, con líderes de extrema derecha de todo el mundo, como el argentino Javier Milei, que le regaló una motosierra a Musk haciendo referencia a los recortes que quería realizar en la Administración estadounidense, o el español Santiago Abascal. Tras la polémica por el gesto, el líder del partido de extrema derecha francés, Jordan Bardella, canceló su discurso en la convención.

### Apoyo a la ultraderecha alemana
En X, la red social que le pertenece, Elon Musk escribió en su cuenta (con más de 200 millones de seguidores y cuya publicación obtuvo más de 50 millones de visitas) que «solo la AfD puede salvar a Alemania». Hizo esta declaración a solo dos meses de las elecciones en Alemania. El partido político de extrema derecha AfD, aunque participa en las elecciones, frecuentemente se mueve en sus actividades al filo de la legalidad en Alemania y es vigilada de cerca por la autoridad alemana para la protección de la constitución (Bundesamt für Verfassungsschutz). Su apoyo a la ultraderecha motivó la reacción del canciller alemán en ejercicio, Olaf Scholz, quien comentó que el «juicio político de Musk no es equivalente a su éxito empresarial». Él mismo niega estar respaldando a la extrema derecha y considera que esta clasificación es mentirosa, puesto que la propuesta programática de la AfD sería idéntica a la del Partido Demócrata estadounidense cuando Obama llegó al poder.

### Demanda por acoso
OpenAI, empresa estadounidense de investigación y despliegue de inteligencia artificial, demandó a Musk acusándolo de llevar a cabo una "campaña de acoso" destinada a poner trabas a sus avances y de querer tomar el control de la empresa. En palabras de la empresa, "Las constantes acciones de Elon contra nosotros son solo tácticas de mala fe para frenar a OpenAI y tomar el control de las principales innovaciones en IA para su beneficio personal. Hoy, presentamos una contrademanda para detenerlo".

### Acusaciones a Donald Trump
El 5 de junio de 2025, coincidiendo con la amenaza de Donald Trump de cancelar los contratos gubernamentales con las empresas de Musk y de que Steve Bannon aconsejara al presidente que iniciase una investigación formal sobre el estatus migratorio de Musk, al tildarse sospechas de que el magnate pudiera ser un inmigrante ilegal, acusó al presidente de que su nombre estaba en los archivos no publicados de Jeffrey Epstein sobre pedófilos, y que esa sería la razón por la que no se hicieron públicos los archivos.